# Uniwersytet Wrocławski
Uniwersytet Wrocławski (UWr) – jeden z osiemnastu państwowych uniwersytetów klasycznych w Polsce, z siedzibą we Wrocławiu. Powstał pierwotnie w 1702 jako Academia Leopoldina, w 1811 połączoną z Uniwersytetem Viadrina przeniesionym z Frankfurtu nad Odrą, a w 1945 został przekształcony w polski uniwersytet. Uczelnia swoimi tradycjami odwołuje się do niemieckich uczelni wrocławskich i tradycji Uniwersytetu Jana Kazimierza we Lwowie, założonego w 1661 roku. Jest najstarszą uczelnią we Wrocławiu, na której studiuje blisko 23,5 tysiąca studentów.
Kształci studentów na studiach stacjonarnych, niestacjonarnych oraz wieczorowych. Uniwersytet Wrocławski jest uczelnią interdyscyplinarną kształcącą zarówno w zakresie nauk ścisłych, jak i humanistycznych. W jego ramach funkcjonuje 12 wydziałów i jednostki ogólnouczelniane.
Aktualnie (30 listopada 2018) zatrudnionych jest 1959 nauczycieli akademickich (z czego 164 na stanowisku profesora zwyczajnego, 288 na stanowisku profesora nadzwyczajnego, 1120 na stanowisku adiunkta, 126 na stanowisku asystenta, 6 na stanowisku docenta, 215 na stanowisku starszego wykładowcy i wykładowcy, 24 na stanowisku lektora oraz 16 bibliotekarzy dyplomowanych). Pod względem uzyskanych stopni naukowych na uczelni pracuje: 216 profesorów, 361 doktorów habilitowanych i 1017 doktorów. Uniwersytet ponadto współpracuje z emerytowanymi profesorami, których autorytet wspiera zarówno proces dydaktyczny, jak i przede wszystkim wymianę międzynarodową.
Według stanu na 2017 rok na uczelni studiowało łącznie 25 549 studentów, w tym 18 576 na studiach stacjonarnych, 5597 na studiach niestacjonarnych, 1376 obcokrajowców oraz 1406 doktorantów.
Według webometrycznego rankingu uniwersytetów świata ze stycznia 2015, pokazującego zaangażowanie instytucji akademickich w istnienie w sieci, uczelnia zajmuje 4. miejsce w Polsce wśród uniwersytetów, a na świecie 640. pośród wszystkich typów uczelni.

## Kalendarium

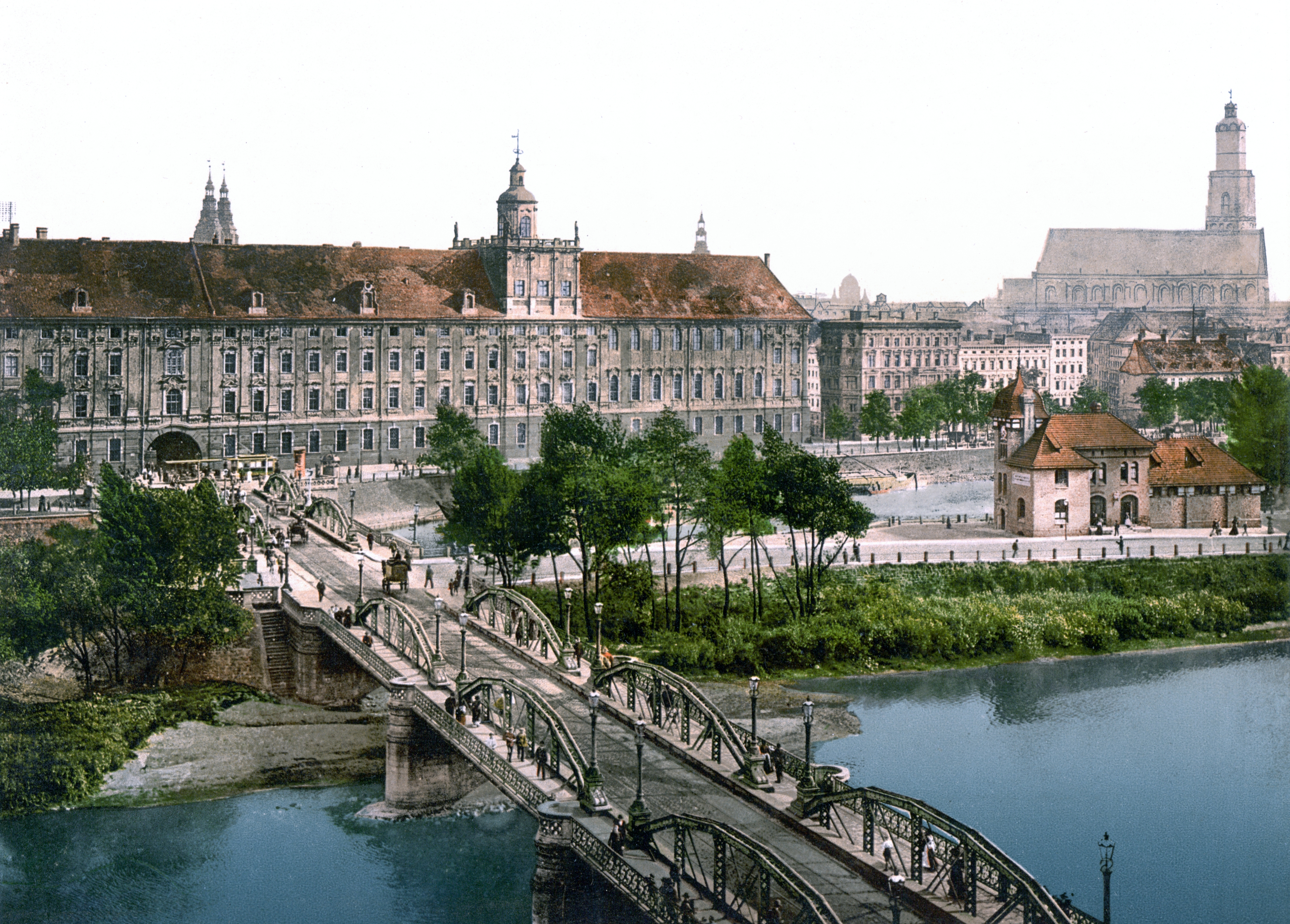
Główny gmach uniwersytetu w XIX wieku

- 20 lipca 1505 – dokument fundacyjny króla Czech i Węgier Władysława II Jagiellończyka o utworzeniu czterowydziałowej uczelni, wystawiony w Budzie, niepotwierdzony przez papieża Juliusza II wskutek protestu Uniwersytetu Jagiellońskiego
- 21 października 1702 – złota bulla cesarza Leopolda I ustanawiająca jezuicką Akademię Leopoldyńską (Academia Leopoldina)[a] we Wrocławiu ze wszystkimi przywilejami ówczesnych uniwersytetów europejskich
- 15 listopada 1702 – inauguracja działalności Akademii Leopoldyńskiej w dniu imienin jej fundatora
- 6 grudnia 1728 – położenie kamienia węgielnego pod nowy gmach Akademii Leopoldyńskiej
- 1776 – kasacja Towarzystwa Jezusowego i oddanie Akademii Leopoldyńskiej pod nadzór państwa
- 24 kwietnia 1811 – Fryderyk Wilhelm III rozkazem gabinetowym zarządził przeniesienie do Wrocławia podupadającego ewangelickiego Uniwersytetu Viadrina we Frankfurcie nad Odrą (Brandenburgische Universität Frankfurt – Alma Mater Viadrina) i kontynuowanie jesienią wykładów we Wrocławiu wspólnie z tutejszą Akademią Leopoldyńską. Akt ten ustanowił Królewski Uniwersytet Wrocławski jako prawnego kontynuatora frankfurckiej Viadriny[6][7]
- 3 sierpnia 1811 – ogłoszenie szczegółowego „planu połączenia” Akademii Leopoldyńskiej z Viadriną w nowy uniwersytet z pięcioma wydziałami (teologii katolickiej, teologii ewangelickiej, prawa, medycyny i filozofii)
- 19 października 1811 – uroczysta inauguracja roku akademickiego w Auli Leopoldina z oficjalnym ogłoszeniem przeniesienia Uniwersytetu Viadrina do Wrocławia i połączenia go z Leopoldiną. Uczelnia otrzymała łacińską nazwę Universitas literarum Viadrina[8]
- W 1811, po reorganizacji uczelni, studiowało na wszystkich wydziałach łącznie 222 studentów; w 1914 było ich 3224, w tym 100 kobiet (według danych z uniwersyteckiej wystawy 2007–2008 dotyczącej historii uczelni)
- 21 lutego 1816 – oficjalne nadanie uczelni nazwy statutowej Königliche Universität zu Breslau – Universitas literarum Vratislaviensis[7][8] (tłum. pol.: 'Królewski Uniwersytet we Wrocławiu – Wszechnica Wrocławska’)[9]. Drugi człon nazwy wkrótce zmieniono na Universitas Vratislaviensis
- 1841 – Fryderyk Wilhelm IV powołał katedrę języków i literatur słowiańskich, „aby dać polskim studentom sposobność do doskonalenia się w mowie ojczystej”

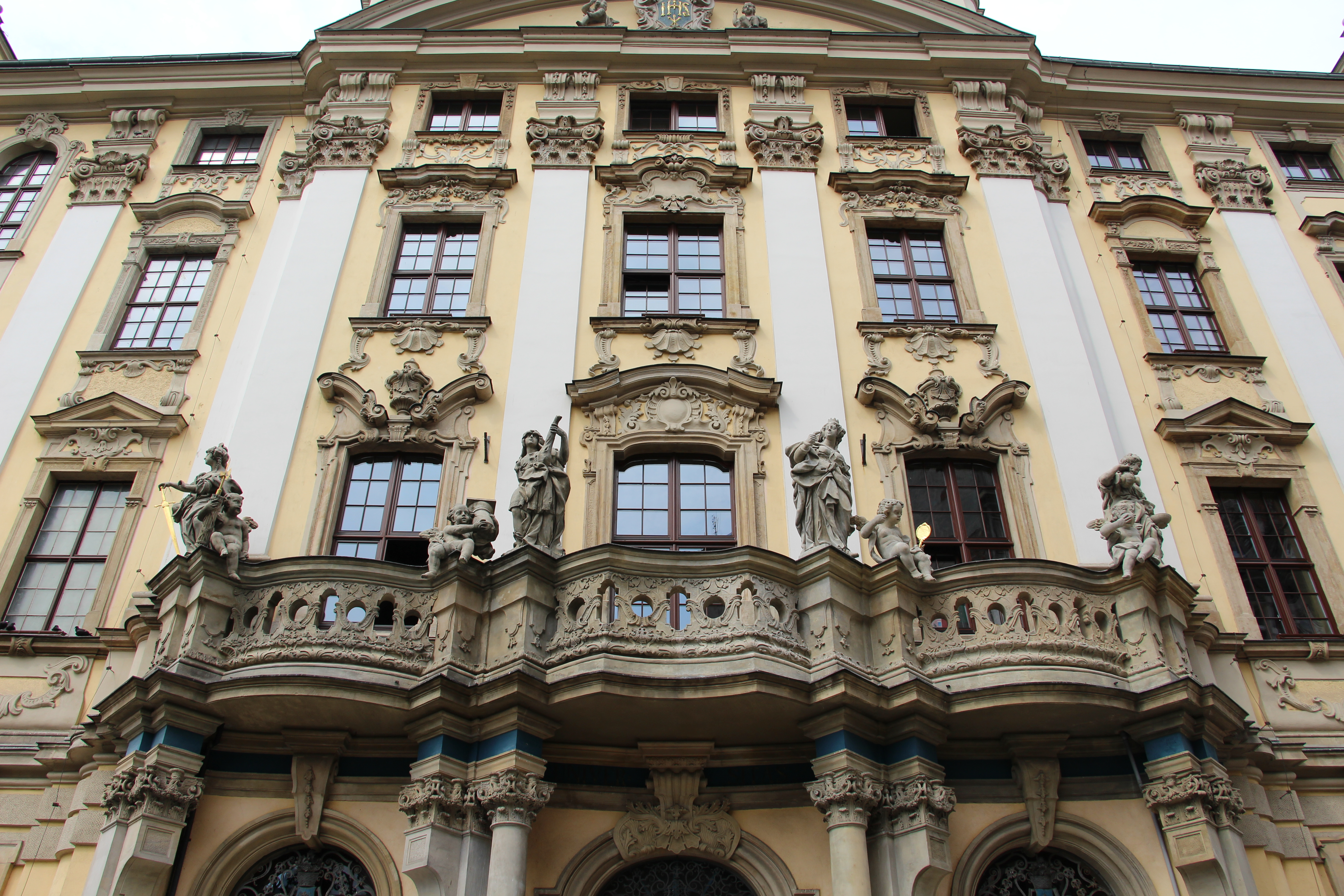
Fasada Collegium Maximum i balkon z rzeźbami J.A. Siegwitza

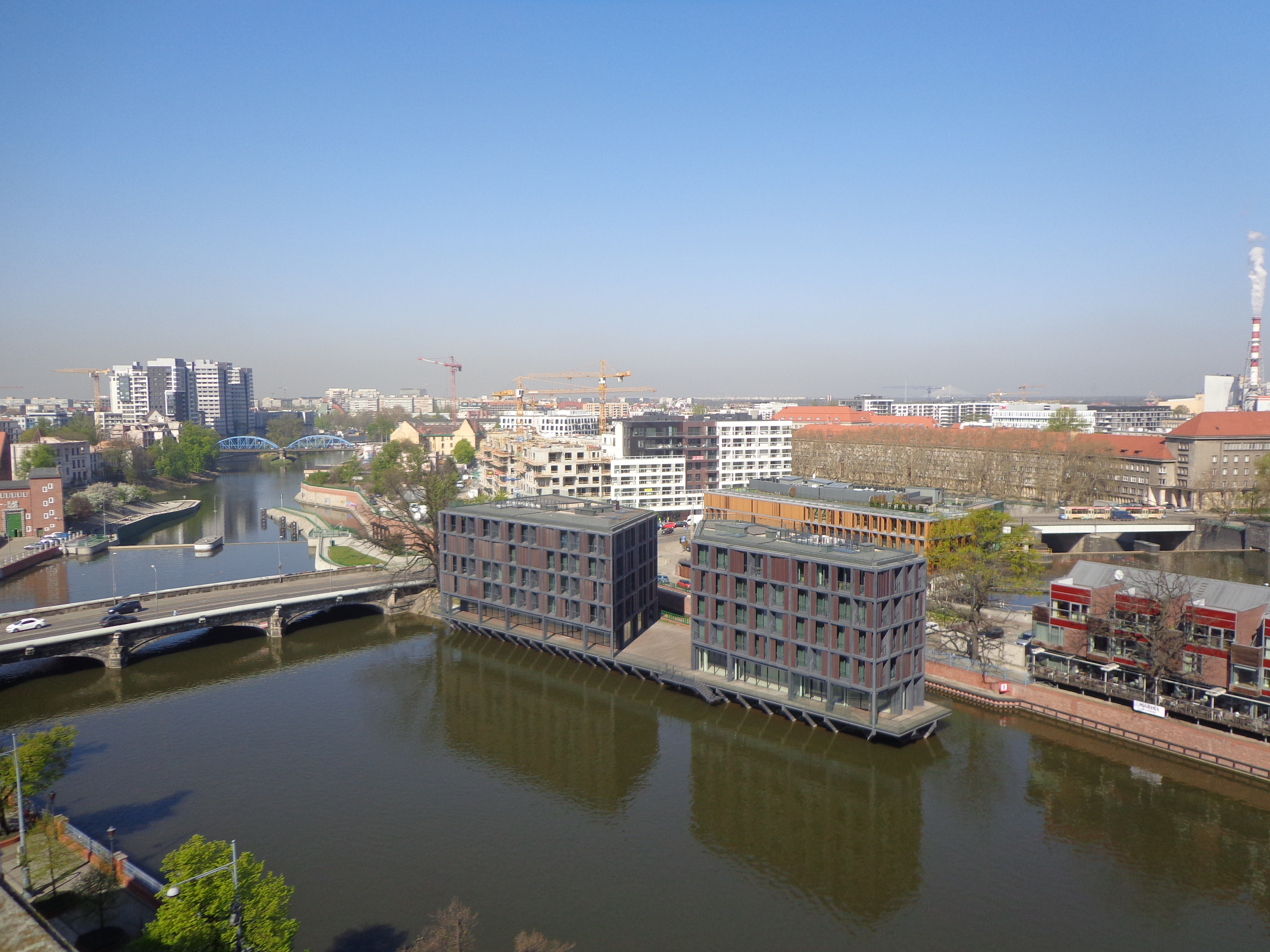
Widok z wieży matematycznej Collegium Maximum

- 26 czerwca (ogłoszenie 2 sierpnia) 1911 – w 100. rocznicę powstania królewskiego uniwersytetu król i cesarz Wilhelm II nadał mu nową nazwę Schlesische Friedrich-Wilhelms-Universität (tłum. pol. 'Śląski Uniwersytet Fryderyka Wilhelma’) na cześć Fryderyka Wilhelma III, reorganizatora uniwersytetów w Prusach[10]
- maj 1945 – do Wrocławia przyjechał z Krakowa polski zespół (Grupa Naukowo-Kulturalna) kierowany przez profesora Stanisława Kulczyńskiego (byłego rektora Uniwersytetu Jana Kazimierza we Lwowie), który został pierwszym rektorem polskiego Uniwersytetu Wrocławskiego
- 19 września 1945 – przekształcenie dekretem Rady Ministrów i Prezydium Krajowej Rady Narodowej niemieckich uczelni (Uniwersytetu Wrocławskiego i Politechniki Wrocławskiej) w polskie państwowe szkoły akademickie[11], co zapewniło ciągłość prawną niemieckich i polskich uczelni. W praktyce jednak było to faktyczne powołanie do życia obecnego Uniwersytetu Wrocławskiego
- 15 listopada 1945 – pierwszy wykład profesora Ludwika Hirszfelda
- 9 czerwca 1946 – uroczysta inauguracja Uniwersytetu Wrocławskiego
- 13 czerwca 1946 – wydanie pierwszego polskiego dyplomu magisterskiego
- 18 kwietnia 1952 – zmiana nazwy uczelni na Uniwersytet Wrocławski im. Bolesława Bieruta[12]
- 6 czerwca 1989 – zmiana nazwy uczelni na Uniwersytet Wrocławski[13]
- 2011 – ustanowienie nowego godła[14]

## Władze uczelni
W kadencji 2024–2028:

### Władze rektorskie
| Stanowisko                        | Imię i nazwisko                 |
| --------------------------------- | ------------------------------- |
| Rektor                            | prof. dr hab. Robert Olkiewicz  |
| Prorektor ds. umiędzynarodowienia | dr hab. Patrycja Matusz         |
| Prorektor ds. nauczania           | dr hab. Łukasz Machaj           |
| Prorektor ds. studenckich         | dr Łukasz Prus                  |
| Prorektor ds. badań naukowych     | prof. dr hab. Artur Błażejewski |
| Prorektor ds. finansów i rozwoju  | dr hab. Arkadiusz Lewicki       |

### Władze administracyjne
| Stanowisko         | Imię i nazwisko         |
| ------------------ | ----------------------- |
| Dyrektor Generalny | mgr Elżbieta Solarewicz |
| Główny Księgowy    | mgr Dorota Król         |

## Struktura i wydziały

### Wydziały
- Wydział Biotechnologii
- Wydział Chemii
- Wydział Filologiczny
- Wydział Fizyki i Astronomii

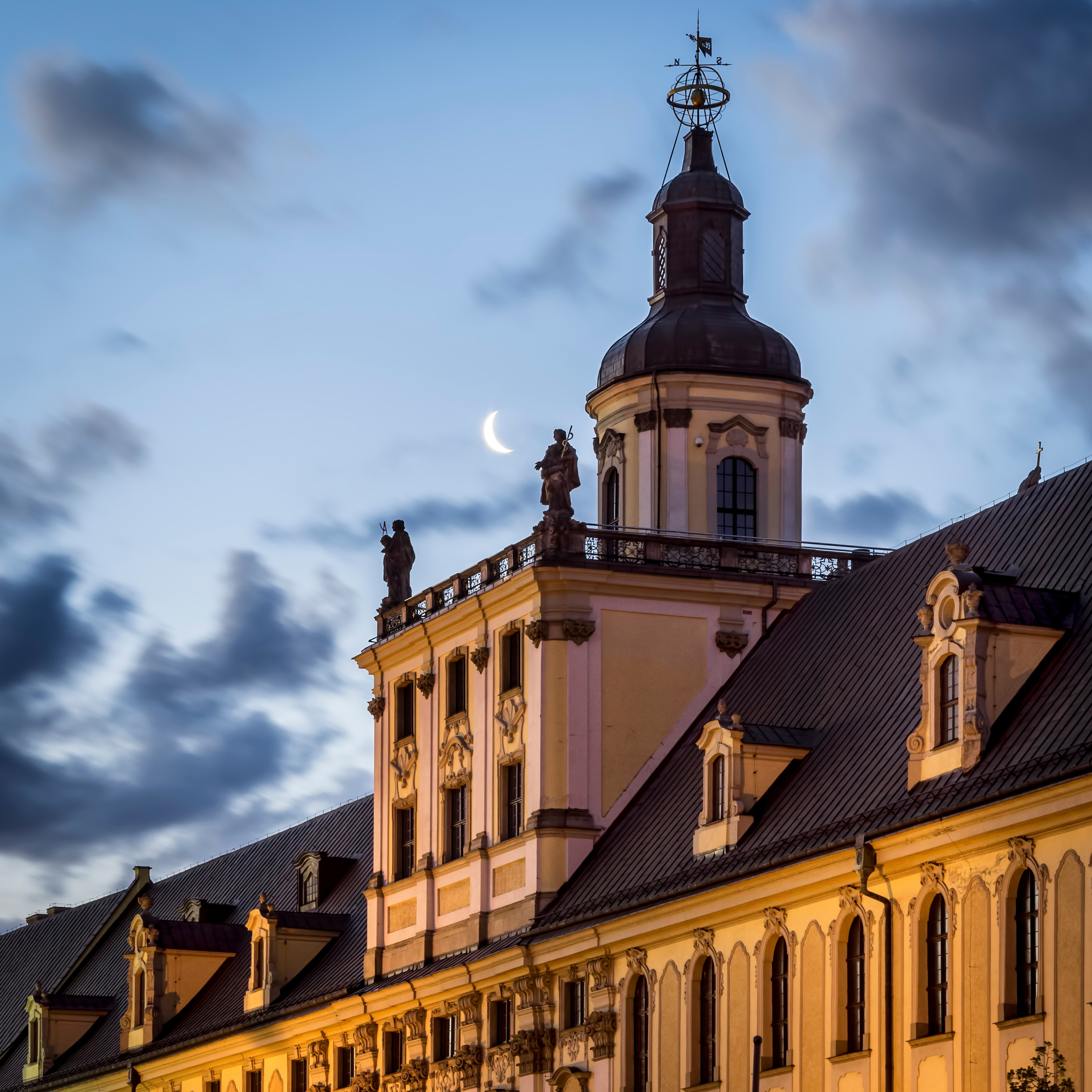
Wieża matematyczna Collegium Maximum (2009)

- Wydział Komunikacji Społecznej i Mediów
- Wydział Matematyki i Informatyki
- Wydział Nauk Biologicznych
- Wydział Nauk Historycznych i Pedagogicznych
- Wydział Nauk o Ziemi i Kształtowania Środowiska
- Wydział Nauk Społecznych
- Wydział Neofilologii
- Wydział Prawa, Administracji i Ekonomii

### Jednostki działające przy uczelni
- Dolnośląski Festiwal Nauki
- Fundacja dla Uniwersytetu Wrocławskiego
- Instytut Konfucjusza
- Międzyuczelniana Pracownia Balistyki i Mechanoskopii Sądowej
- Międzyuczelniane Centrum Biotechnologii Agregatów Lipidowych

Międzyuczelniane Centrum Biotechnologii Agregatów Lipidowych dzieli się na 4 zespoły badawcze:
Zespół Analizy Oddziaływań Liposom – Komórka
Zespół Lipidów i Liposomów w Terapii Genowej
Zespół Naturalnych i Sztucznych Lipidowych Nośników Substancji Bioaktywnych
Zespół Teorii i Praktyki Agregatów Lipidowych
- Wydawnictwo Uniwersytetu Wrocławskiego

### Jednostki międzywydziałowe i ogólnouczelniane
- Akademicki Inkubator Przedsiębiorczości Uniwersytetu Wrocławskiego
- Archiwum
- Biblioteka Uniwersytecka
- Centrum Edukacji Nauczycielskiej
- Centrum Studiów Niemieckich i Europejskich im. Willy’ego Brandta
- Kolegium Międzywydziałowych Indywidualnych Studiów Humanistycznych

Pełnomocnik Rektora ds. Międzywydziałowych Indywidualnych Studiów Humanistycznych: prof. dr hab. Piotr Chruszczewski
- Muzeum Uniwersytetu Wrocławskiego
- Studium Intensywnej Nauki Języka Angielskiego
- Studium Praktycznej Nauki Języków Obcych
- Uniwersytet Trzeciego Wieku

## Kierunki kształcenia
Aktualnie Uniwersytet Wrocławski oferuje możliwość kształcenia na następujących kierunkach studiów:
| - administracja - archeologia - astronomia - bezpieczeństwo narodowe - biologia - biotechnologia - chemia - dyplomacja europejska - dziennikarstwo i komunikacja społeczna - ekonomia - etnologia - europeistyka - filologia angielska - filologia czeska - filologia francuska - filologia germańska - filologia hiszpańska | - filologia indyjska i kultura Indii - filologia klasyczna i kultura śródziemnomorska - filologia niderlandzka - filologia polska - filologia rosyjska - filologia serbska i chorwacka - filologia ukraińska - filozofia - fizyka - geografia - geologia - historia - historia sztuki - indywidualne studia informatyczno-matematyczne - informacja naukowa i bibliotekoznawstwo - informatyka - komunikacja wizerunkowa | - kulturoznawstwo - matematyka - międzywydziałowe studia humanistyczne - muzykologia - ochrona środowiska - pedagogika - politologia - praca socjalna - prawo - psychologia - socjologia - stosunki międzynarodowe - zarządzanie migracjami - zarządzanie projektami społecznymi |

## Posiadane uprawnienia
| Ranking           | Ranking          |
| Rankingi krajowe  | Rankingi krajowe |
| Ranking           | 2020             |
| ----------------- | ---------------- |
| Perspektywy       | 10               |
| Times (Europe)    | 4                |
| Rankingi światowe |                  |
| QS World          | 801-1000         |
| THE World         | 1001+            |
| SIR               | 693              |

Uniwersytet Wrocławski posiada następujące uprawnienia jako uczelnia publiczna do:
- nadawania stopnia naukowego doktora nauk biologicznych w zakresie[24][25]:
  - biochemii
  - biologii
  - biotechnologii
  - ekologii
- nadawania stopnia naukowego doktora nauk chemicznych w zakresie chemii[26]
- nadawania stopnia naukowego doktora nauk humanistycznych w zakresie[27][28][29]:
  - archeologii
  - bibliologii i informatologii
  - filozofii
  - językoznawstwa
  - historii
  - literaturoznawstwa
  - kulturoznawstwa
  - nauk o sztuce
  - pedagogiki
  - psychologii
  - socjologii
- nadawania stopnia naukowego doktora nauk fizycznych w zakresie[30]:
  - astronomii
  - fizyki
- nadawania stopnia naukowego doktora nauk matematycznych w zakresie[31]:
  - informatyki
  - matematyki
- nadawania stopnia naukowego doktora nauk o Ziemi w zakresie[32]:
  - geografii
  - geologii
- nadawania stopnia naukowego doktora nauk prawnych w zakresie prawa[33]:
- nadawania stopnia naukowego doktora habilitowanego nauk biologicznych w zakresie[24][25]:
  - biochemii
  - biologii
- nadawania stopnia naukowego doktora habilitowanego nauk chemicznych w zakresie chemii[26]
- nadawania stopnia naukowego doktora habilitowanego nauk humanistycznych w zakresie[27][28][29]:
  - archeologii
  - bibliologii i informatologii
  - filozofii
  - językoznawstwa
  - historii
  - literaturoznawstwa
  - nauk o sztuce
  - pedagogiki
  - psychologii
  - socjologii
- nadawania stopnia naukowego doktora habilitowanego nauk fizycznych w zakresie[30]:
  - astronomii
  - fizyki
- nadawania stopnia naukowego doktora habilitowanego nauk matematycznych w zakresie[31]:
  - informatyki
  - matematyki
- nadawania stopnia naukowego doktora habilitowanego nauk o Ziemi w zakresie[32]:
  - geografii
  - geologii
- nadawania stopnia naukowego doktora habilitowanego nauk prawnych w zakresie prawa[29]
- prowadzenia studiów I oraz II stopnia oraz studiów jednolitych magisterskich na około 70 kierunkach i specjalnościach kształcenia[18]
- prowadzenia studiów III stopnia (studiów doktoranckich) na 18 kierunkach[34]
- prowadzenia studiów podyplomowych[35].

## Laureaci Nagrody Nobla związani z uczelnią
- Theodor Mommsen – 1902, literatura
- Philipp Lenard – 1905, fizyka
- Eduard Buchner – 1907, chemia
- Paul Ehrlich – 1908, medycyna
- Fritz Haber – 1918, chemia
- Friedrich Bergius – 1931, chemia
- Erwin Schrödinger – 1933, fizyka
- Otto Stern – 1943, fizyka
- Max Born – 1954, fizyka
- Hans Georg Dehmelt – 1989, fizyka

## Nagrody i wyróżnienia
Statut Uniwersytetu Wrocławskiego przewiduje wręczenie następujących godności i nagród akademickich:
- Tytuł doktora honoris causa[37]:
  - tytuł ten jest najwyższą godnością akademicką,
  - można go nadać uczonemu o wybitnych osiągnięciach naukowych, osobie będącej powszechnie uznanym autorytetem w danej dziedzinie, a przy tym o niekwestionowanym etosie naukowym,
  - kandydat do tytułu doktora honoris causa powinien mieć również zasługi dla uczelni,
  - można go nadać także twórcom w zakresach literatury i sztuki, wybitnym politykom o międzynarodowym uznaniu lub o znaczących zasługach dla Polski,
  - decyzję w sprawie nadania tytułu doktora honoris causa podejmuje senat uczelni w drodze uchwały,
  - uroczystość nadania tytułu odbywa się zgodnie z ceremoniałem akademickim.

- Tytuł honorowego senatora[38]
  - tytuł ten nadawany jest przez Senat uczelni,
  - stanowi formę szczególnego wyróżnienia i jest nadawany osobom zasłużonym dla uczelni w zakresie badań naukowych, dydaktyki i kształcenia kadry, a także osobom, które w sposób wybitny przyczyniły się do jej rozwoju.
  - nadanie tytułu honorowego senatora odbywa się poprzez wręczenie dyplomu i togi danego wydziału.
  - do tej pory tytuł ten otrzymali:
    - Norbert Heisig
    - Waldemar Kozuschek
- Medal Uniwersytetu Wrocławskiego[39]
  - przyznaje się go szczególnie zasłużonym pracownikom uczelni lub osobom, które przyczyniły się znacząco do jej rozwoju od 1977 roku,
  - medal przyznaje senat uczelni,
  - odznaczenie to jest trzystopniowe: medal złoty, srebrny i brązowy.

- Nagroda Księżnej Jadwigi Śląskiej[40]
  - honoruje się nią osoby od 2004 roku, które od lat odważnie, a także z wielkim oddaniem działają na rzecz niemiecko-polskiego pojednania, a swoją postawą dają świadectwo tych idei.

- Nagroda Naukowa Leopoldina[41]
  - przyznawana od 2004 roku pracownikom UWr. za prace z dziedziny nauk humanistycznych, stanowiące istotny wkład w kulturę europejską i uwzględniające tematykę polsko-niemiecką.

## Baza naukowo-dydaktyczna
Uniwersytet Wrocławski dysponuje obiektami położonymi praktycznie na terenie całego Wrocławia, które zgrupowane są w czterech kampusach. Najstarszą i zasadniczą część stanowi kampus położony na Starym Mieście, którego początki sięgają XVIII-wiecznej Akademii Leopoldyńskiej. Kolejne obiekty stanowią obiekty położone na południe od dworca kolejowego Wrocław Główny, mieszczące obecnie instytuty Wydziału Nauk Historycznych i Pedagogicznych, a należące wcześniej do Gimnazjum im. św. Marii Magdaleny. W latach Polskiej Rzeczypospolitej Ludowej zbudowano na placu Grunwaldzkim nowy kampus wzdłuż Odry i miasteczko akademickie wzdłuż osi tej ulicy. Po przemianach ustrojowych w Polsce w latach 90. XX wieku uniwersytet przejął obiekty powojskowe przy ulicy Koszarowej, gdzie powstał kampus Wydziału Nauk Społecznych

### Kampus Stare Miasto

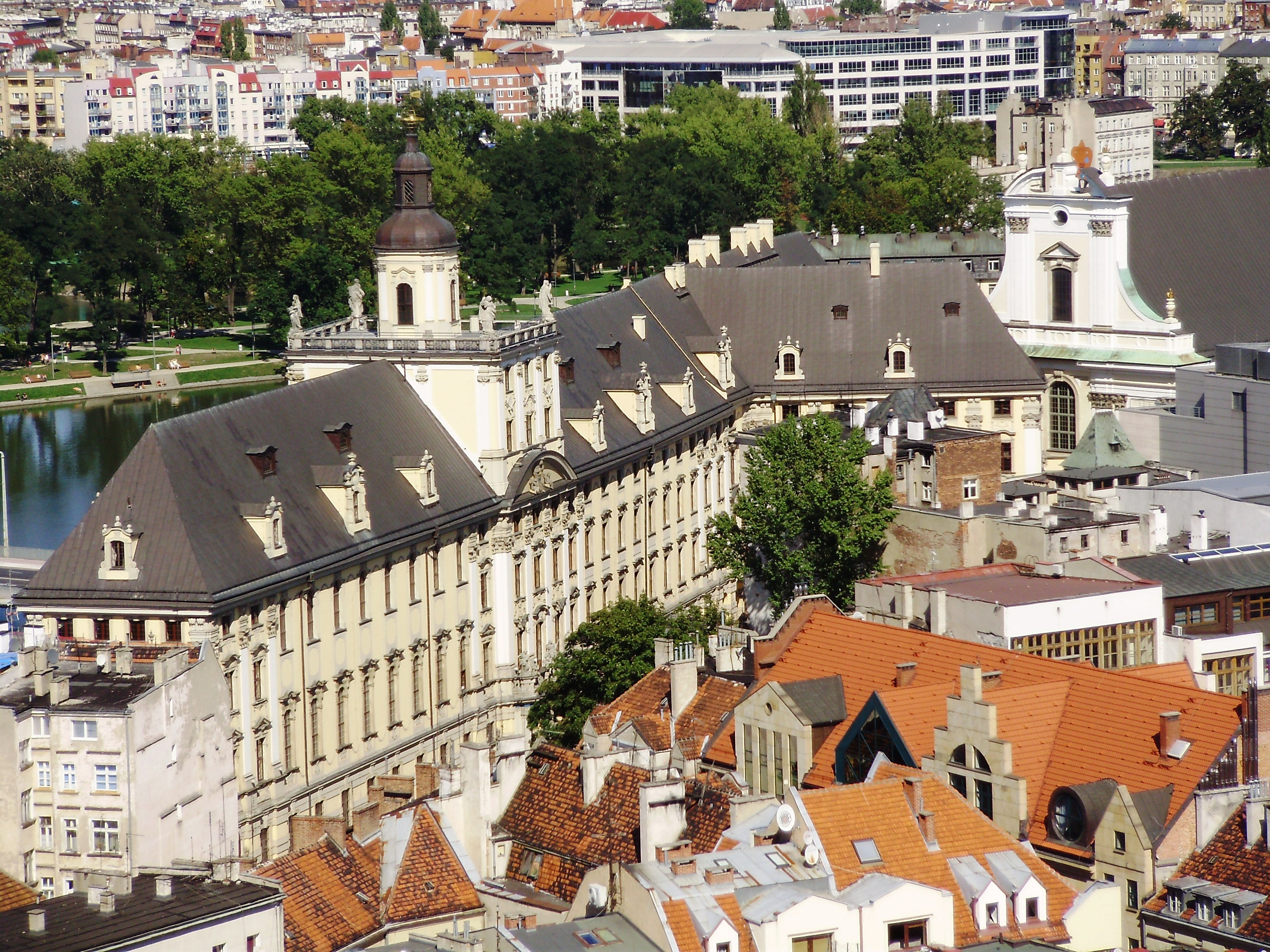
Collegium Maximum od strony starego miasta

Gmach Główny – Leopoldina (Collegium Maximum)
pl. Uniwersytecki 1

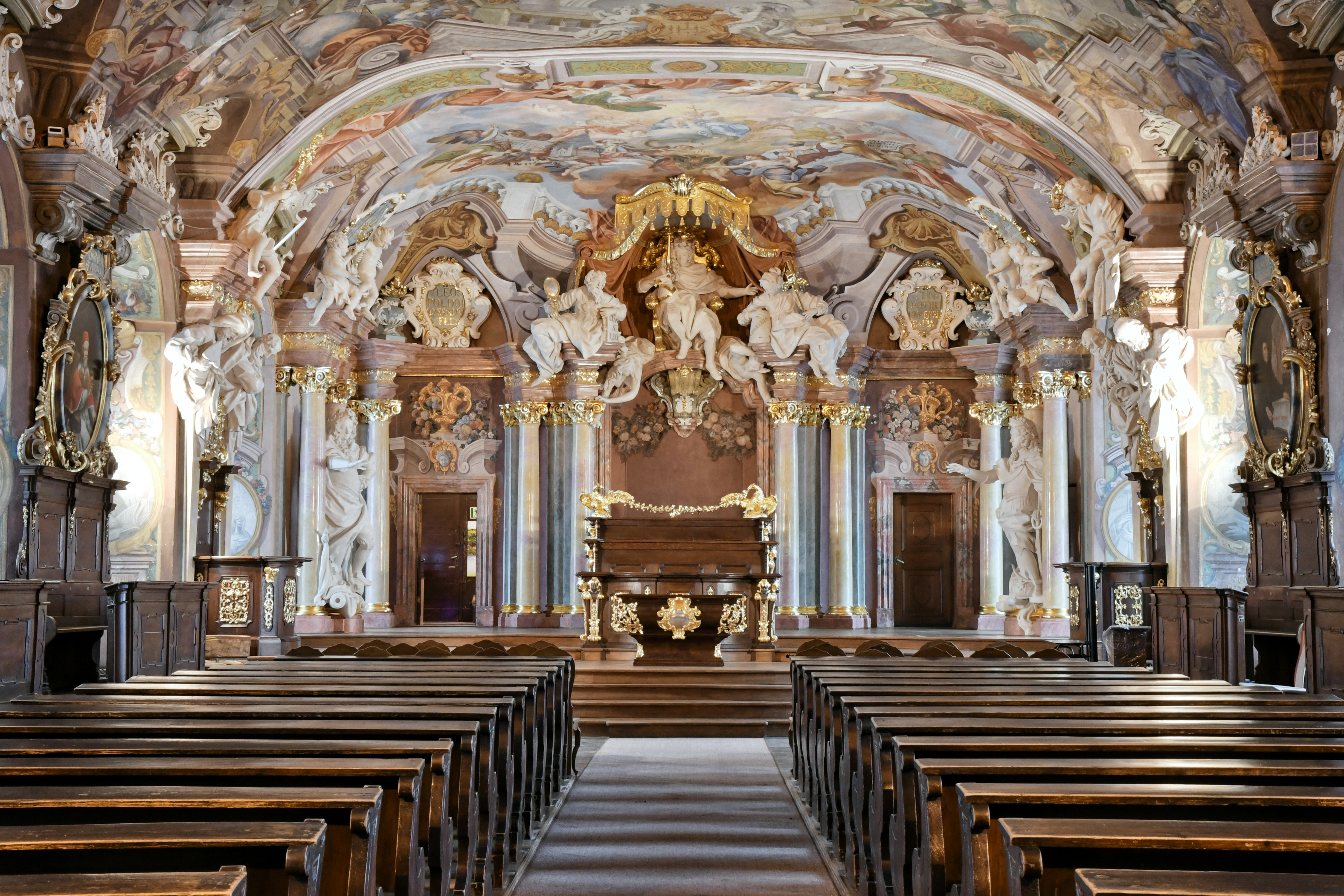
Aula Leopoldina

W XVII wieku podupadający zamek piastowski cesarz Leopold I Habsburg przekazał w użytkowanie zakonowi jezuitów którzy na jego terenie założyli kościół i szkołę na poziomie wyższym. Zamek otrzymany na własność w 1670 roku, szybko okazał się zbyt mały na potrzeby szkoły. W związku z tym zamek wyburzono, a w jego miejscu na przełomie lat 20. i 30. XVIII wieku powstał nowy gmach w stylu barokowym. Wojny śląskie przerwały jednak budowę jego wschodniego skrzydła. W czasie I wojny światowej założenie w budynku lazaretu spowodowało zniszczenia, które były usuwane dopiero w latach 1926–1929, a nawet i później. Końcowe miesiące II wojny światowej spowodowały poważne zniszczenia gmachu w wielu miejscach, szczególnie w części środkowej. W maju 1945 roku grupa polskich naukowców przejęła gmach główny w stanie ogólnej dewastacji. Przystąpiono do odbudowy budynku, a w listopadzie 1945 r. odbył się w nim pierwszy wykład.
Biblioteka Uniwersytecka na Piasku
ul. św. Jadwigi 3-4
Obiekt powstał w obecnej postaci w latach 1709–1715 na miejscu zabudowań średniowiecznych jako klasztor kanoników regularnych św. Augustyna. Posiada wirydarz. Od 1810 roku mieści się w nim Biblioteka Uniwersytecka, a aktualnie także jej zbiory specjalne.
Biblioteka Główna
ul. Szajnochy Karola 7-9

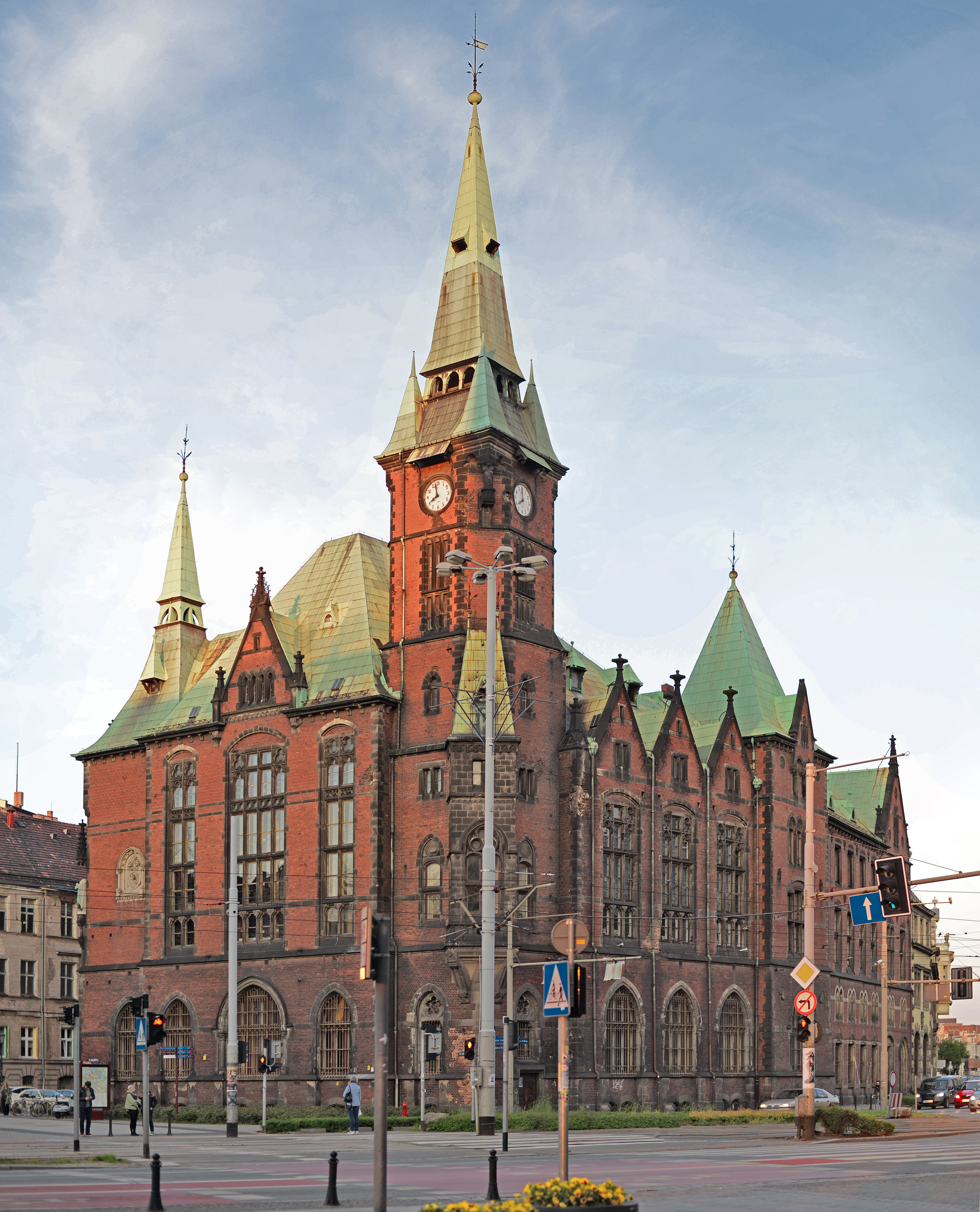
Biblioteka Główna Uniwersytetu Wrocławskiego

Obiekt powstał w latach 1886–1891 według projektu Richarda Plüddemanna w stylu neogotyckim jako gmach Miejskiej Kasy Oszczędnościowej i Biblioteki Miejskiej. Od 1945 roku mieści się w nim Biblioteka Główna.
Pałac Wallenberg-Pachaly
ul. Szajnochy Karola 10
Klasycystyczny pałac rodziny Wallenberg-Pachaly, dzieło Carla Gottharda Langhansa, powstałe w latach 1785–1787. Do 1945 roku był siedzibą magnacką, a także mieścił się tu Commerzbank. Po wojnie został zaadaptowany do celów bibliotecznych, służąc oddziałom opracowywania zbiorów. Tu znajdują się też gabinety dyrektorskie, administracja Biblioteki, a dla publiczności otwierane są zabytkowe sale wystawowe.
Studium Praktycznej Nauki Języków Obcych
pl. Nankiera 2-3
Mieści się w dwóch kamienicach przy placu Nankiera, pochodzących z 2. połowy XIX wieku. Budynek ten przechodził gruntowny remont w pierwszej dekadzie XXI wieku.
Budynek administracyjny
ul. Kuźnicza 49-55

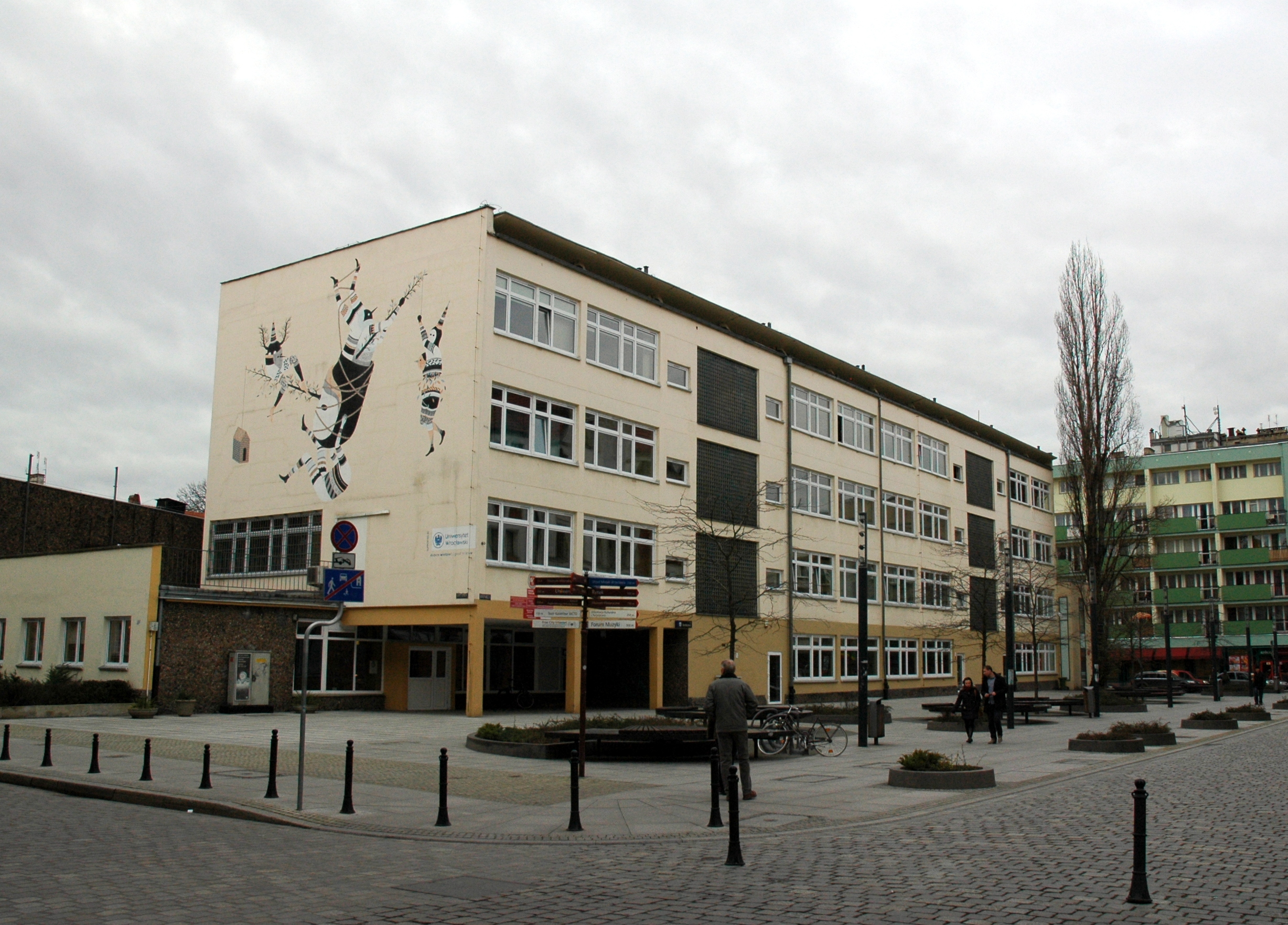
Budynek administracyjny UWr

Budynek powstał jako Szkoła Podstawowa nr 29, a następnie został przejęty na potrzeby uczelni jako budynek administracyjny oraz siedziba Zakładu Zagospodarowania Przestrzennego Instytutu Geografii i Rozwoju Regionalnego. W gmachu obecnie mieszczą się następujące jednostki administracyjne: Biuro Audytu Wewnętrznego, Dział Logistyki, Dział Gospodarki Nieruchomościami, Biuro Rzecznika Prasowego, Biuro Zamówień Publicznych, Dział Ochrony Mienia, Inspektorat Bezpieczeństwa i Higieny Pracy oraz Ochrony Przeciwpożarowej, Pracownicza Kasa Zapomogowo-Pożyczkowa, Samodzielna Sekcja Aparatury Naukowej i Obrotu Zagranicznego, Samodzielna Sekcja Socjalna oraz Samodzielna Sekcja Wsparcia Informatycznego USOS.
Wydawnictwo Uniwersytetu Wrocławskiego
pl. Uniwersytecki 15
Siedziba wydawnictwa mieści się w kamienicy pochodzącej z 3. ćwierci XIX wieku.
Wydział Biotechnologii na Tamce
ul. Tamka 2
Obiekt znajduje się na wrocławskiej Wyspie Tamce. W budynku znajdują się: Zakład Biochemii, Zakład Biotechnologii Białek, Zakład Inżynierii Białka oraz Zakład Mikrobiologii Molekularnej.
Siedziba Instytutu Studiów Klasycznych, Śródziemnomorskich i Orientalnych
ul. Komuny Paryskiej 21

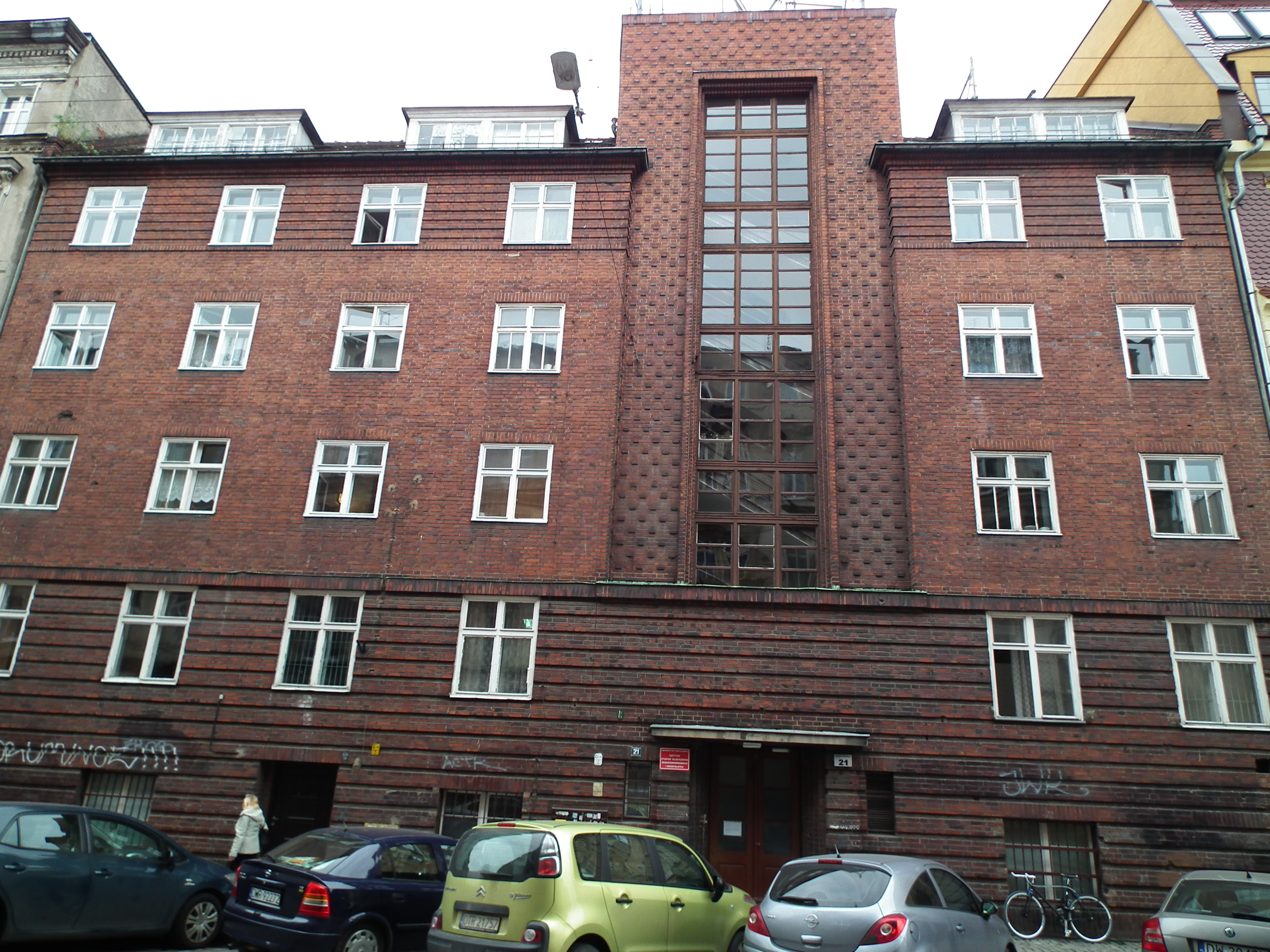
Instytut Studiów Klasycznych, Śródziemnomorskich i Orientalnych UWr

Budynek wybudowano w 1930 roku według projektu architekta R. Gaze jako żeński dom studencki, który w późniejszym okresie został przejęty przez Gestapo. Po zakończeniu II wojny światowej do połowy lat 50. XX wieku obiekt był zajmowany przez Powiatowy Urząd Bezpieczeństwa Publicznego, a następnie do XXI wieku był męskim akademikiem „Ul”. Obecnie mieści się w nim Instytut Studiów Klasycznych, Śródziemnomorskich i Orientalnych.
Budynek przy ul. Kuźniczej 22
ul. Kuźnicza 22
Obiekt powstał w latach 80. XX wieku w miejscu zniszczonych kamienic. Mieszczą się w nim Instytut Filologii Angielskiej oraz Katedra Filologii Niderlandzkiej im. Erazma z Rotterdamu.
Instytut Informacji Naukowej i Bibliotekoznawstwa
pl. Uniwersytecki 12

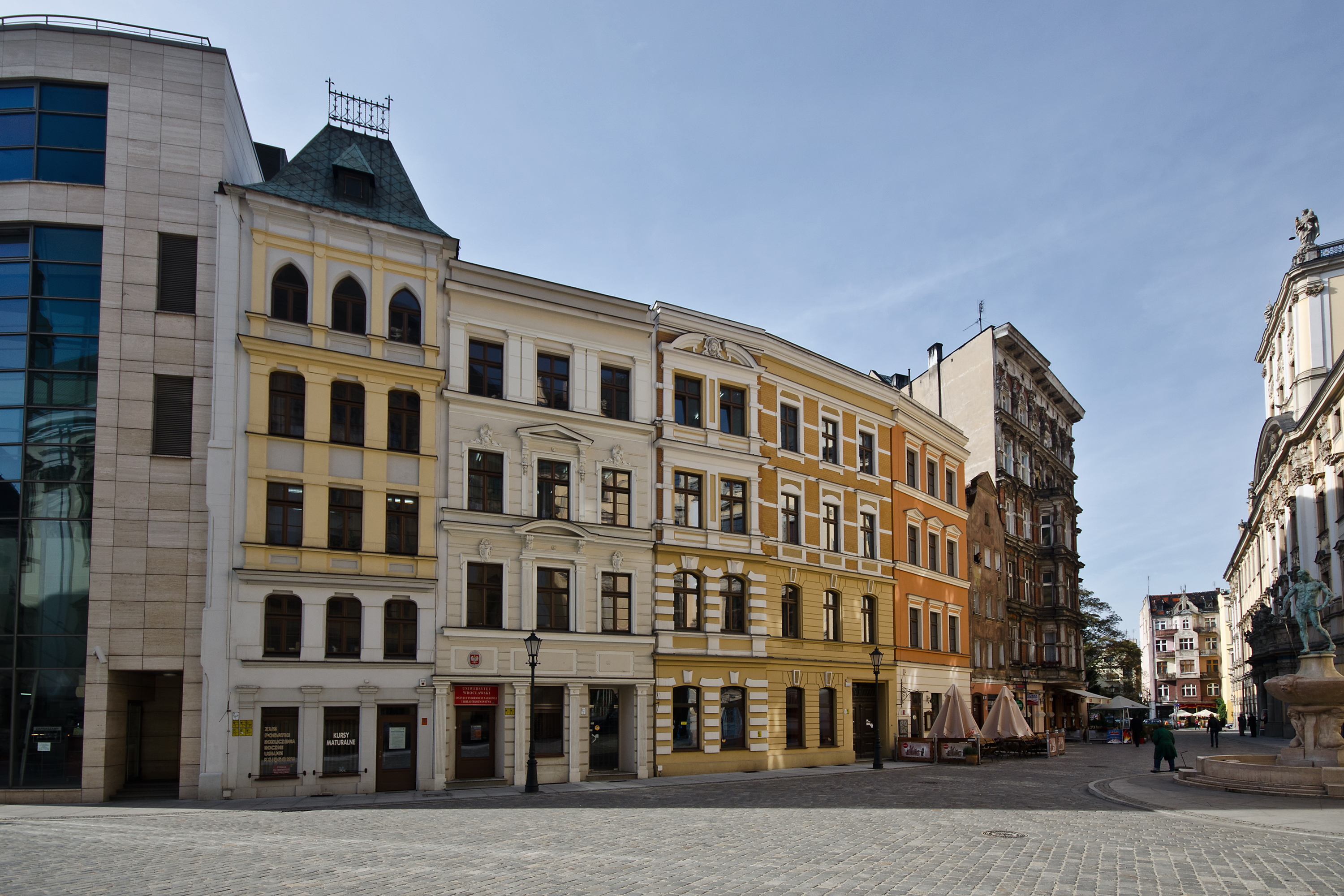
Plac Uniwersytecki 10-13, Instytut Informacji Naukowej i Bibliotekoznawstwa UWr

Plac Uniwersytecki 10-13 oraz Fundacja dla Uniwersytetu Wrocławskiego mieszczą się w dawnej kamienicy, wybudowanej w XIX wieku.
Instytut Filologii Romańskiej
pl. Nankiera 4
Instytut Filologii Romańskiej mieści się w dawnej kamienicy z początku XIX wieku, znajdującej się na pl. Nankiera 4.
Główny Gmach Wydziału Filologicznego
pl. Nankiera 15

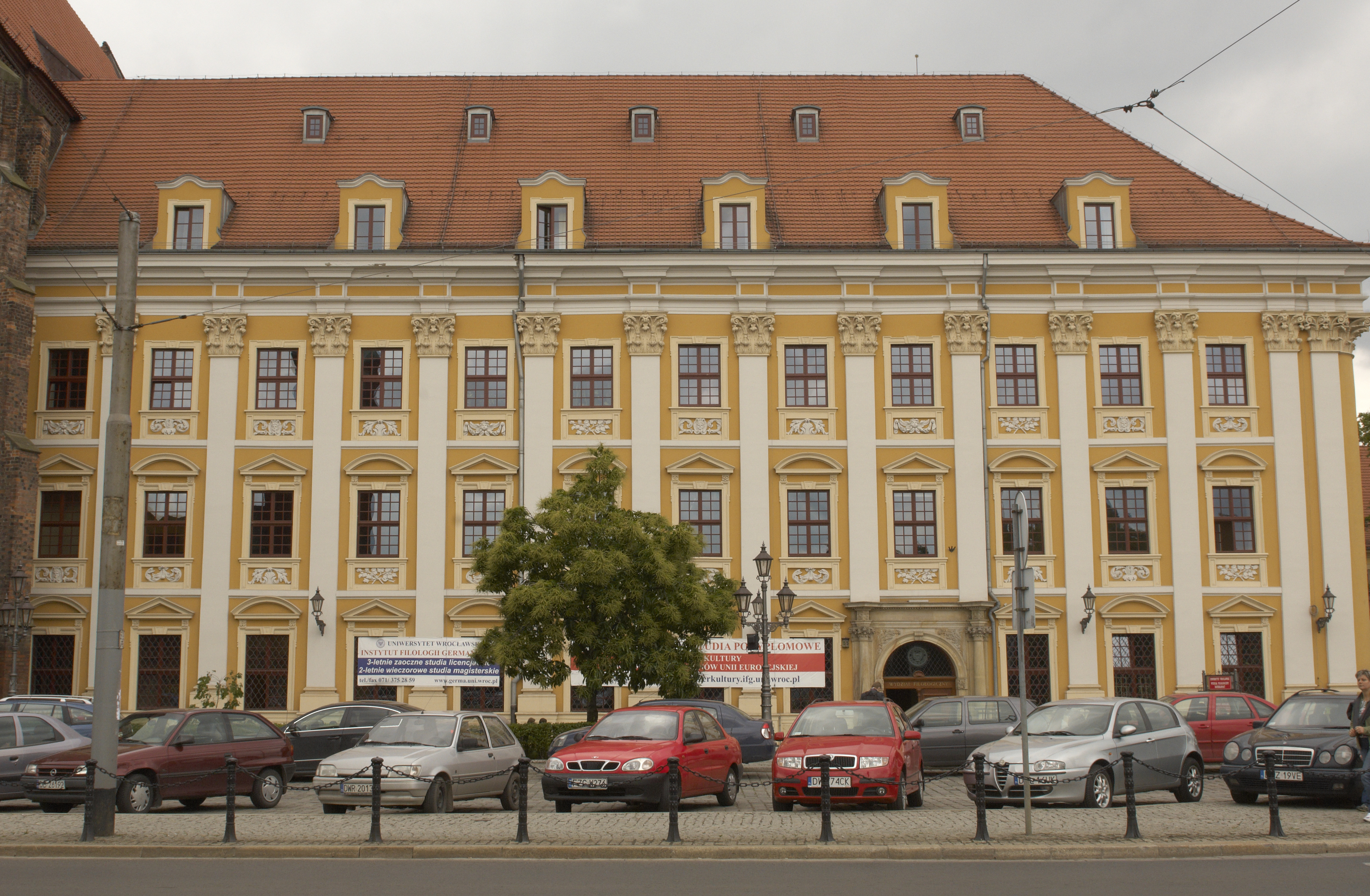
Główny Gmach Wydziału Filologicznego na pl. Nankiera

Pierwszy obiekt na tym terenie powstał przed 1240 roku z fundacji księcia Henryka Brodatego, był to klasztor należący początkowo do franciszkanów. Od 1530 roku należał do norbertanów. Obecny gmach powstał w latach 1682–1695 w stylu barokowym na zrębach gotyckiego projektu J. Froehlicha, o elewacji w „wielkim porządku” z wewnętrznym wirydarzem. Po 1810 roku mieścił się w nim sąd krajowy, a następnie obiekt został przekazany na cele naukowo-dydaktyczne. Obecnie mieszczą się w nim Instytut Filologii Polskiej oraz Instytut Filologii Germańskiej.
Główny Gmach Wydziału Fizyki i Astronomii
pl. M. Borna 9
Obiekt powstał w okresie dwudziestolecia międzywojennego jako siedziba Urzędu Pracy (niem.: Arbeitsamt). Bezpośrednio po zakończeniu II wojny światowej został odbudowany w ramach czynu społecznego. Od 23 maja 1949 roku w budynku znajdowała się siedziba KW PZPR. Obecnie jest to gmach główny Wydziału Fizyki i Astronomii Uniwersytetu Wrocławskiego, w którym znajdują się: Instytut Fizyki Doświadczalnej, Instytut Fizyki Teoretycznej oraz Centrum usług informatycznych UWr. Na początku XXI wieku do budynku dobudowano północno-zachodnią część z rotundą, w której ulokowano Bibliotekę Wydziału Fizyki i Astronomii. Swoją siedzibę mają w nim także: Centrum Edukacji Nauczycielskiej, Centrum Usług Informatycznych, Instytut Nauk Geologicznych, Instytut Zoologiczny, Zakład Fizjologii Zwierząt, Muzeum Mineralogiczne oraz Zakład Gemmologii.
Kompleks Instytutu Zoologicznego i Muzeum Przyrodniczego
ul. Sienkiewicza 21

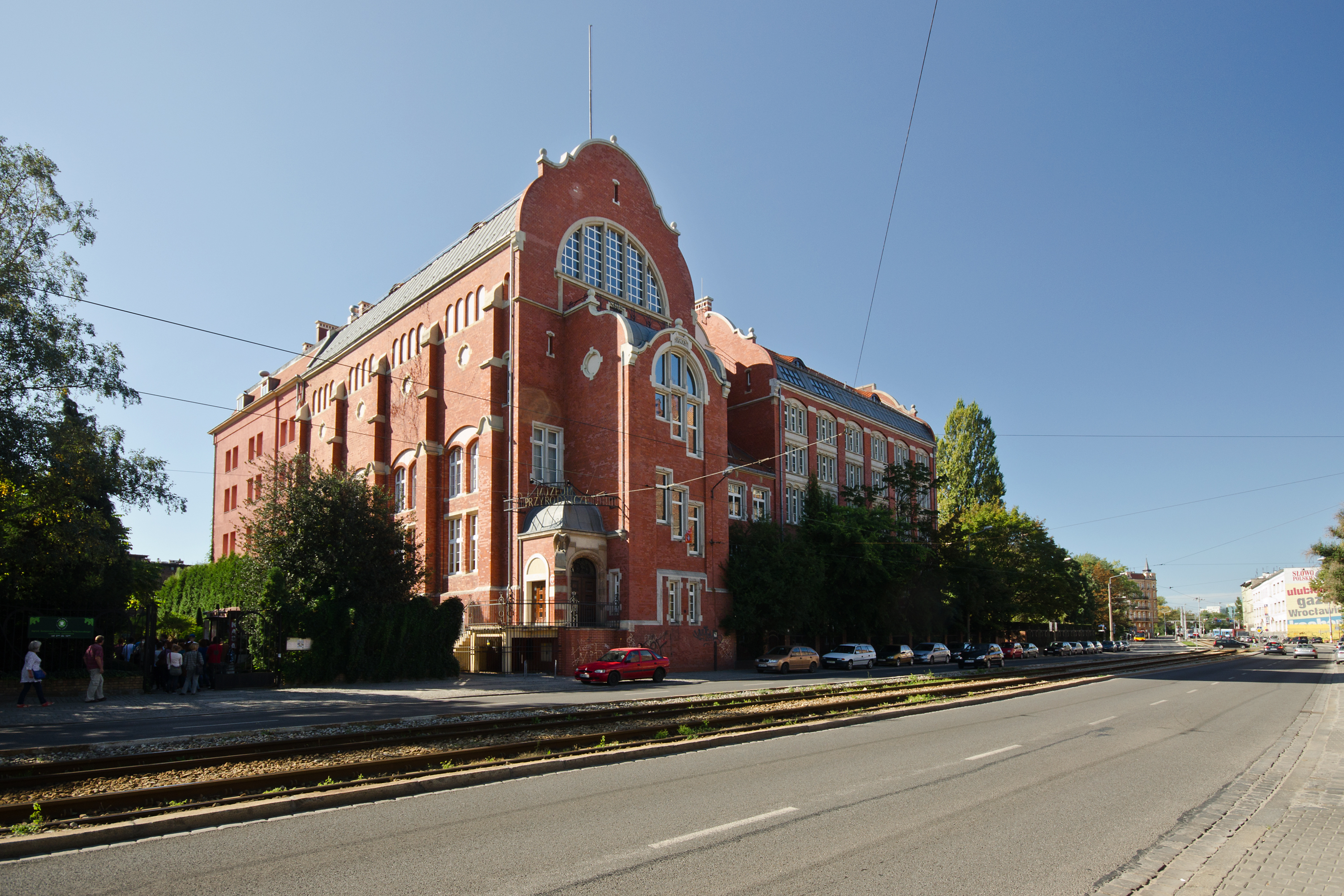
Instytut i Muzeum Przyrodnicze UWr

Cały kompleks powstał w latach 1902–1904 jako Instytut Zoologiczny według projektu Ludwiga Burgemeistera. Gotowa całość prezentuje się jako murowany ceglany budynek z elewacją klinkierową wzbogaconą detalami z piaskowca, pochodzącego w większości z Gór Stołowych. Obiekt posiada dwa skrzydła: północne i wschodnie. W pierwszym ulokowane są, na parterze i pierwszym piętrze, pomieszczenia instytutu, a nad nimi pomieszczenia ze zbiorami. W skrzydle wschodnim znajdują się na parterze mieszkania służbowe pracowników, nad nimi pomieszczenia dostępne dla publiczności. Wielka sala wystawowa sięga przez trzy piętra, wielka sala wykładowa przez dwa. Program funkcjonalny budynku rozróżniał zasadniczo trzy części: po pierwsze – pomieszczenia instytutu, po drugie – pomieszczenia dla zbiorów naukowych do studiowania i po trzecie – pomieszczenia dla ogólnych publicznych zbiorów (Muzeum). Korzyść z takiego podziału jest taka, że żadna z różnych grup, które się jednocześnie w budynku poruszają: publiczność, pracownicy naukowi i urzędnicy, oraz uczestnicy kolegiów, nie musi się z inną stykać.
Dawny Konwikt św. Józefa
ul. Kuźnicza 35

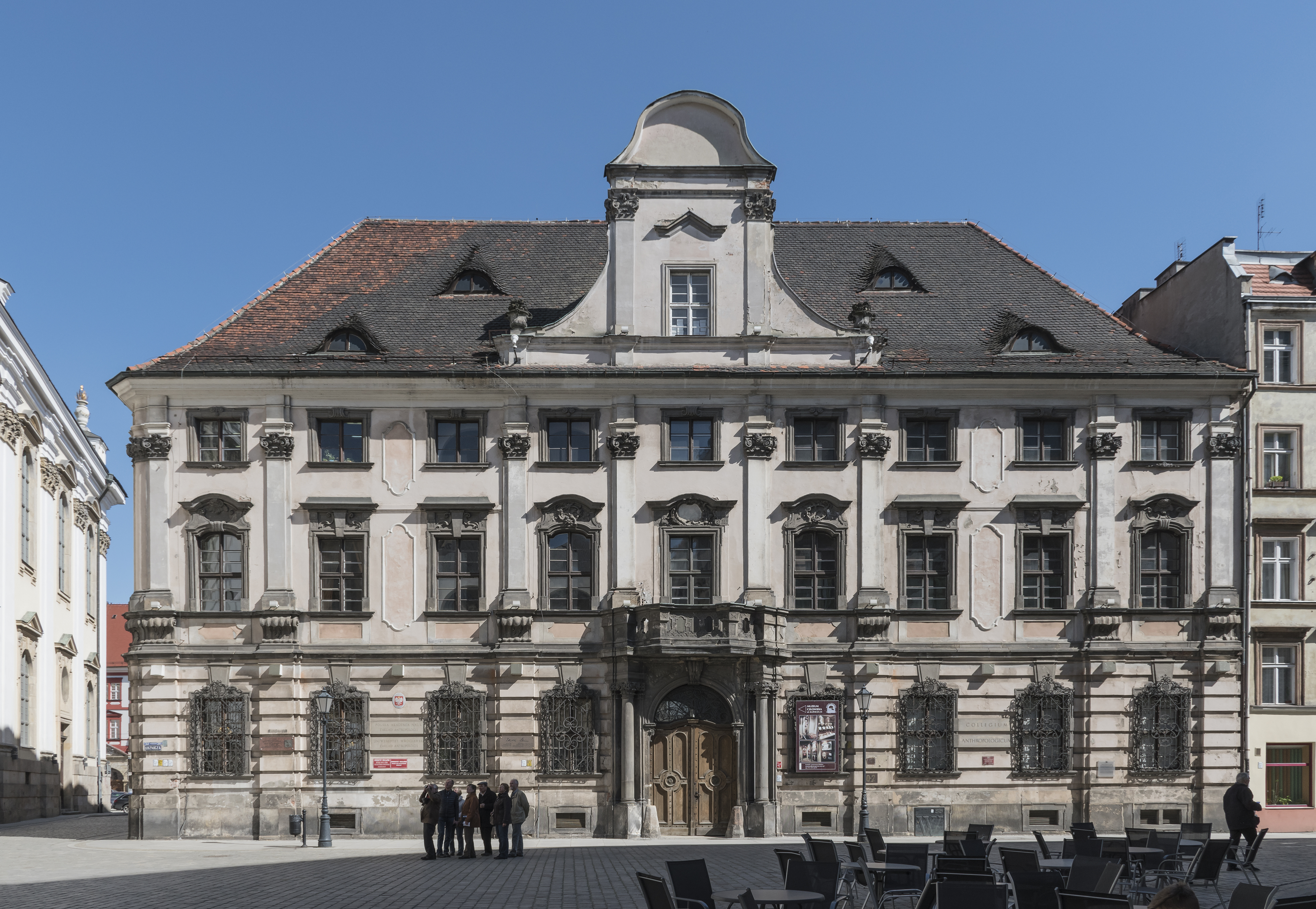
Collegium Anthropologicum, siedziba Wydziału Nauk Biologicznych

Budynek powstał w latach 1738–1755 jako konwikt św. Józefa w stylu barokowym z wewnętrznym wirydarzem. Od samego początku związany był z wrocławską uczelnią. Obecnie swoją siedzibę w nim mają dziekanaty: Wydziału Nauk Biologicznych, Biotechnologii oraz Nauk o Ziemi i Kształtowania Środowiska, a także Katedra Biologii Człowieka, Muzeum Człowieka i Wydawnictwo Uniwersytetu Wrocławskiego.
Siedziba Instytutu Biologii Roślin
ul. Kanonia 6-8
Gmach powstał na terenie Ogrodu Botanicznego w latach 1888–1889 według projektu Friedricha Knorra. W czasie II wojny światowej obiekt został znacznie zniszczony, jednak niedługo potem został odbudowany.
Herbarium Muzeum Przyrodniczego
ul. Mieszka I 1
Obiekt został zaprojektowany w 1996 roku przez inż. Wojciecha Jarząbka, a wybudowany w latach 2000–2003. Jego powierzchnia użytkowa wynosi 500 m² i mieści się w nim herbarium.
Siedziba Instytutu Historii Sztuki
ul. Szewska 36
Siedzibą instytutu jest budynek należący do książąt piastowskich we Wrocławiu, mieszczący się przy ul. Szewskiej 36, który w 2003 roku przeszedł gruntowny remont i modernizację. Budynek ten jest w pełni przystosowany do potrzeb osób niepełnosprawnych. Oprócz nowoczesnych sal wykładowych oraz seminaryjnych mieści także wszechstronnie wyposażoną pracownię komputerową i otwartą w 2005 roku galerię sztuki „Szewska 36”, a w jego podziemiach znajduje się bufet dla studentów. W budynku mieści się również Katedra Muzykologi.
Dawny Pałac Książąt Legnicko-Brzeskich
ul. Szewska 49
Pałac ten powstał około 1560 roku w stylu renesansowym jako wrocławska rezydencja książąt legnicko-brzeskich. W 1709 roku obiekt przeszedł w ręce sióstr urszulanek, które zaadaptowały go na szkołę dla dziewcząt. Po jej przeniesieniu do klasztoru w 1811 roku budynek został przejęty przez policję. W latach 1925–1927 pałac został zaadaptowany na potrzeby dydaktyczne Uniwersytetu Wrocławskiego.
Dawny Pałac Hornesów
ul. Szewska 48
Pałac Hornesów powstał w 1. połowie XVIII wieku w stylu barokowym jako rezydencja rodu Hornesów. Obecnie swoje siedziby mają tam Instytut Archeologii oraz dziekanat Wydziału Nauk Historycznych i Pedagogicznych.
Gmach Instytutu Kulturoznawstwa
ul. Szewska 50-51

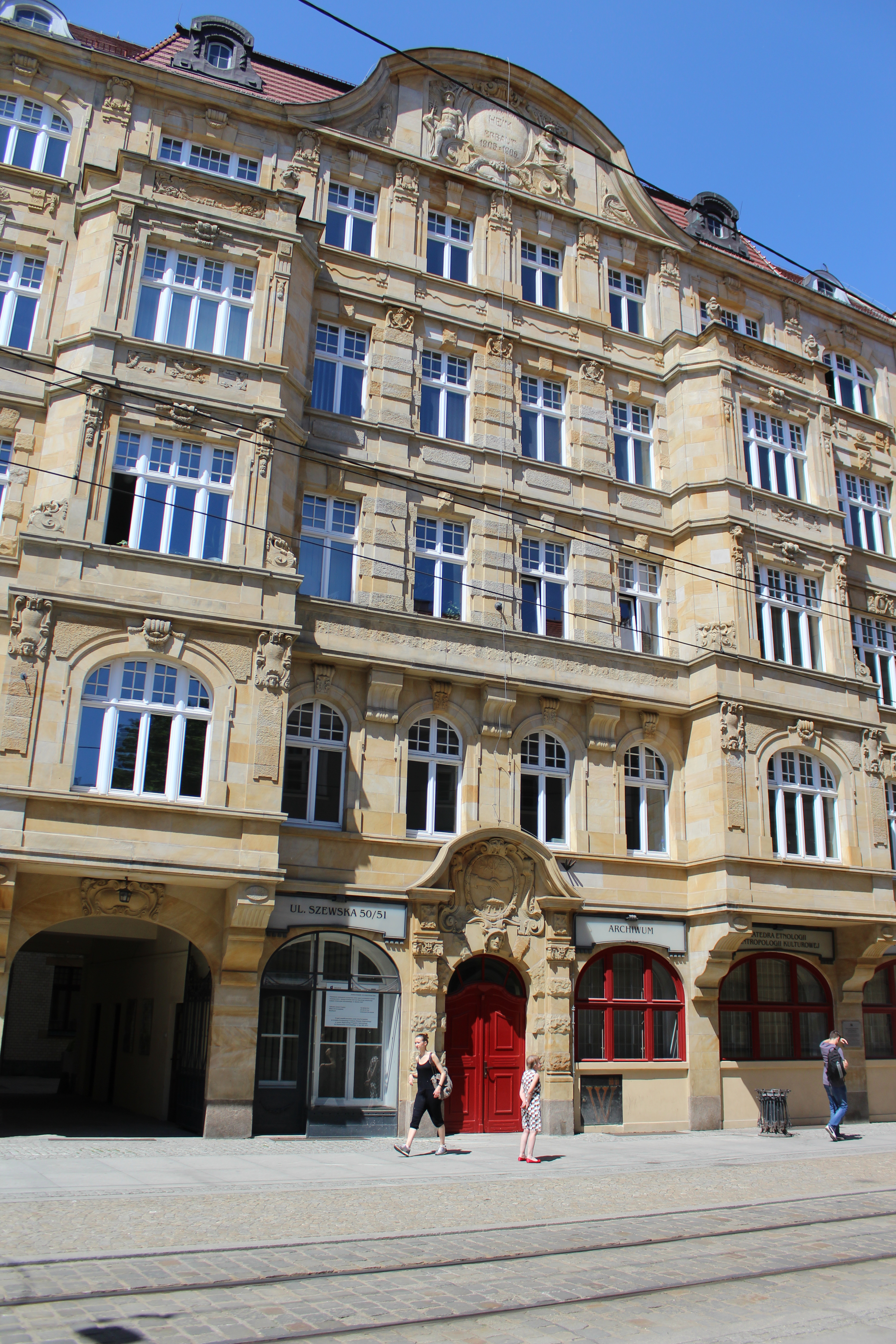
Gmach Instytutu Kulturoznawstwa i Archiwum UWr

Siedziba Instytutu Kulturoznawstwa mieści się w dwóch kamienicach przy ul. Szewskiej 50-51, które powstały w latach 70. XVIII wieku i zostały przebudowane pod koniec XIX wieku w stylu secesyjnym. Poza tym swoją siedzibę w budynkach ma także Archiwum Uniwersytetu Wrocławskiego.
Budynek A Wydziału Prawa, Administracji i Ekonomii
ul. Kuźnicza 46-47
Budynek powstał w okresie dwudziestolecia międzywojennego z przebudowania kilku kamienic i mieścił od samego początku fakultet prawa Uniwersytetu Wrocławskiego.
Budynek B Wydziału Prawa, Administracji i Ekonomii
ul. Uniwersytecka 22-26
Budynek powstał pod koniec XIX wieku i został przebudowany na początku kolejnego stulecia.
Budynek C Wydziału Prawa, Administracji i Ekonomii
ul. Więzienna 8-12
Gmach powstał na początku lat 90. XX wieku z przeznaczeniem na sale dydaktyczno-naukowe Wydziału Prawa, Administracji i Ekonomii.
Budynek D Wydziału Prawa, Administracji i Ekonomii
ul. Uniwersytecka 7-10
Jest najbardziej reprezentacyjnym gmachem Wydziału Prawa, Administracji i Ekonomii. Powstał w latach 2001–2003 według projektu architekta Zbigniewa Maćkowa. Na jego parterze znajduje się stołówka studencka Bazylia.

### KampusKrzyki

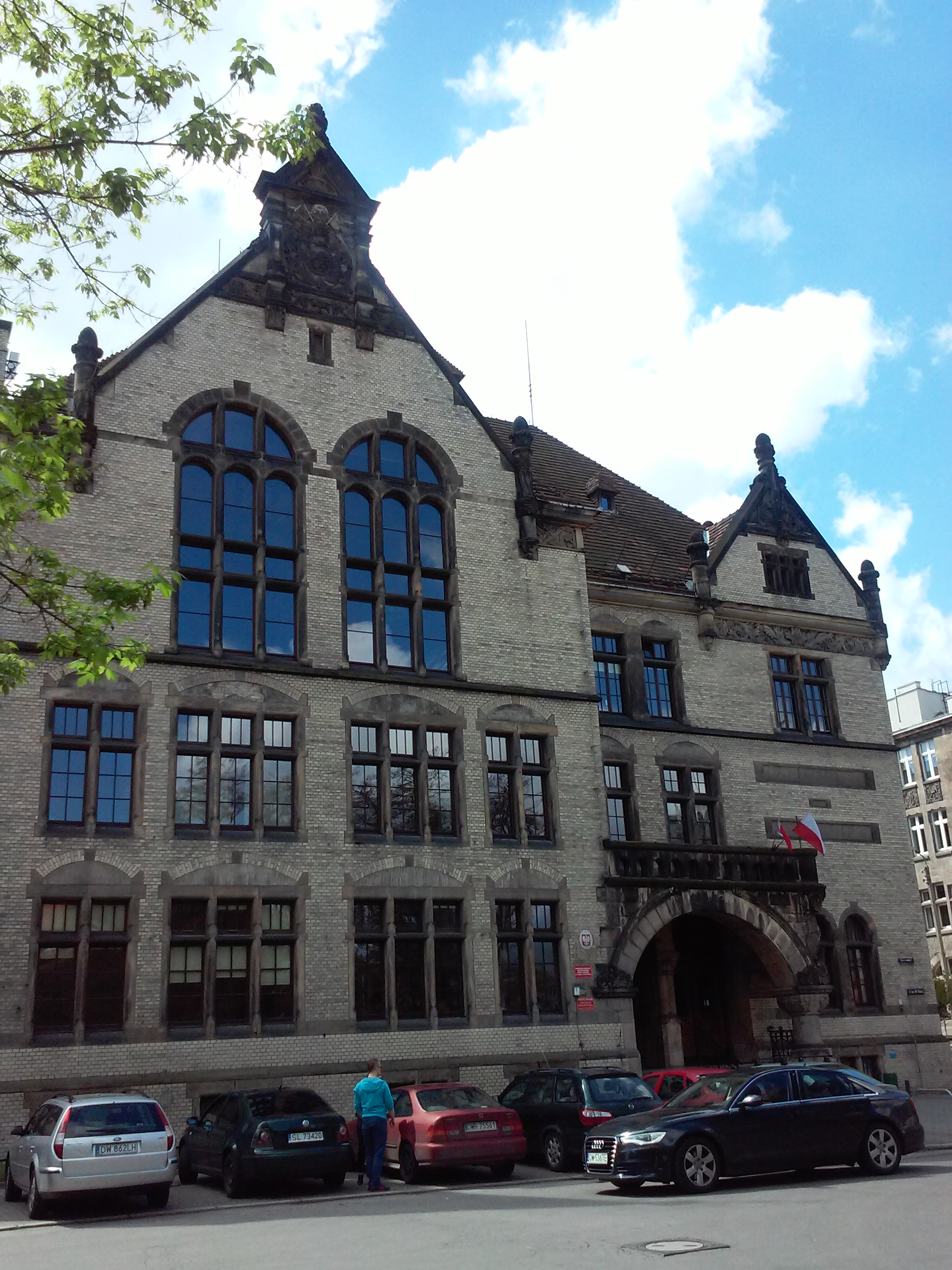
Kompleks Instytutów Pedagogiki i Psychologii UWr na wrocławskich Krzykach

Instytut Filologii Słowiańskiej mieści się w dawnej kamienicy pochodzącej z 3. ćwierci XIX wieku (ul. Pocztowa 9).
W 1901 roku rozpoczęto budowę nowego kompleksu dla Gimnazjum św. Elżbiety (ul. J. W. Dawida 1), na południe od dworca kolejowego Wrocław Główny według projektu Karla Klimma i Richard Plüddemmana oraz Juliusa Nathansohna. Koszt budowy wyniósł ówczesne 592000 marek. Uroczyste otwarcie budynków nastąpiło 16 listopada 1903 roku. W 1913 roku budynek rozbudowano w kierunku południowym według projektu Nathansohna. Po II wojnie światowej swoje siedziby znalazły tam Instytuty Pedagogiki i Psychologii oraz Uniwersytet Trzeciego Wieku.

### KampusSołtysowice/Karłowice

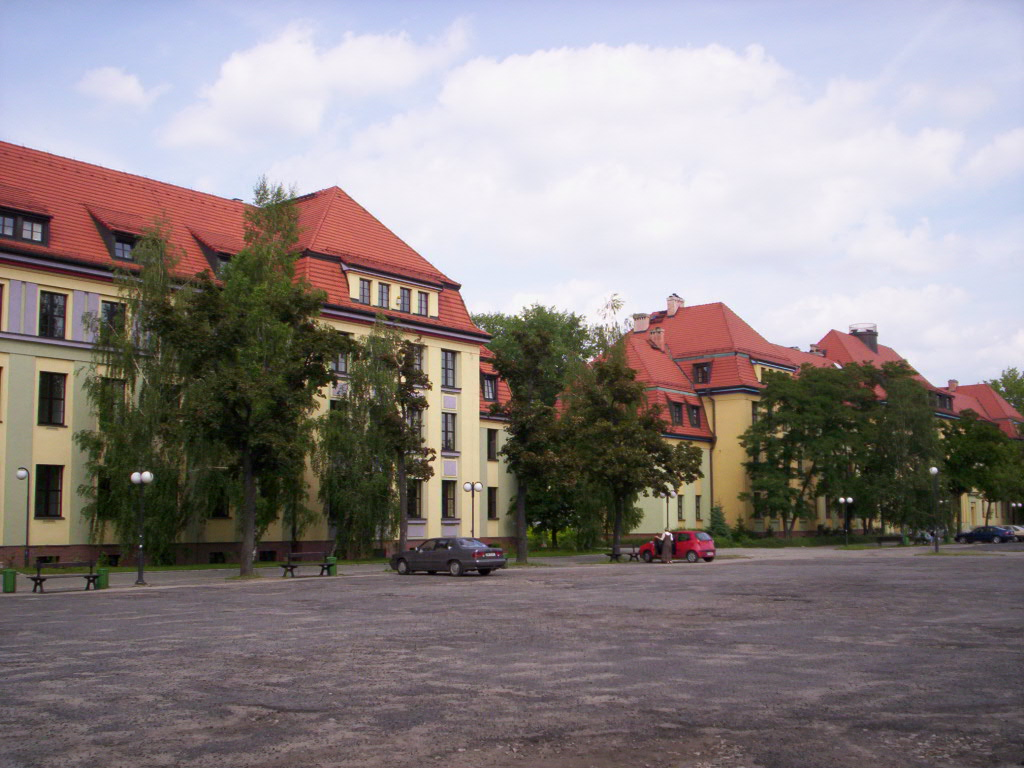
Kompleks Wydziału Nauk Społecznych na wrocławskich Sołtysowicach

Uniwersyteckie Centrum Wychowania Fizycznego i Sportu – Hala Sportowa (ul. Z. Przesmyckiego 10) powstała na początku XXI wieku.
Gmach Główny Wydziału Biotechnologii (ul. S. Przybyszewskiego 63-67) powstał na początku XX wieku jako Seminarium Duchowne Albertinum. Po zakończeniu II wojny światowej został przejęty przez władze świeckie. Obecnie w budynku znajdują się: Zakład Biochemii Genetycznej, Zakład Biofizyki, Zakład Biologii Molekularnej Komórki, Zakład Biotransformacji, Zakład Cytobiochemii, Zakład Genomiki, Zakład Lipidów i Liposomów, Zakład Patologii Komórki, Pracownia Białek Jądrowych oraz Biblioteka Wydziału Biotechnologii.
Kompleks Wydziału Nauk Społecznych (ul. Koszarowa 3) powstał na początku XX wieku jako Koszary Hindenburga (jęz. niem.: Hindenburg Kaserne), które po zakończeniu II wojny światowej zostały przejęte przez władze wojskowe. Stacjonowały w nim oddziały radzieckie. W 1991 roku uchwałą Rady Miasta Wrocławia budynki zostały przekazane Uniwersytetowi Wrocławskiemu i były zaadaptowane sukcesywnie na potrzeby naukowo-dydaktyczne. Swoje siedziby mają tam: Instytut Studiów Międzynarodowych, Instytut Politologii, Instytut Filozofii i Instytut Socjologii oraz zakłady Instytutu Archeologii oraz katedra Logiki i Metodologii Nauk, jak również Katedra Studiów Europejskich.

### KampusGrunwaldzki

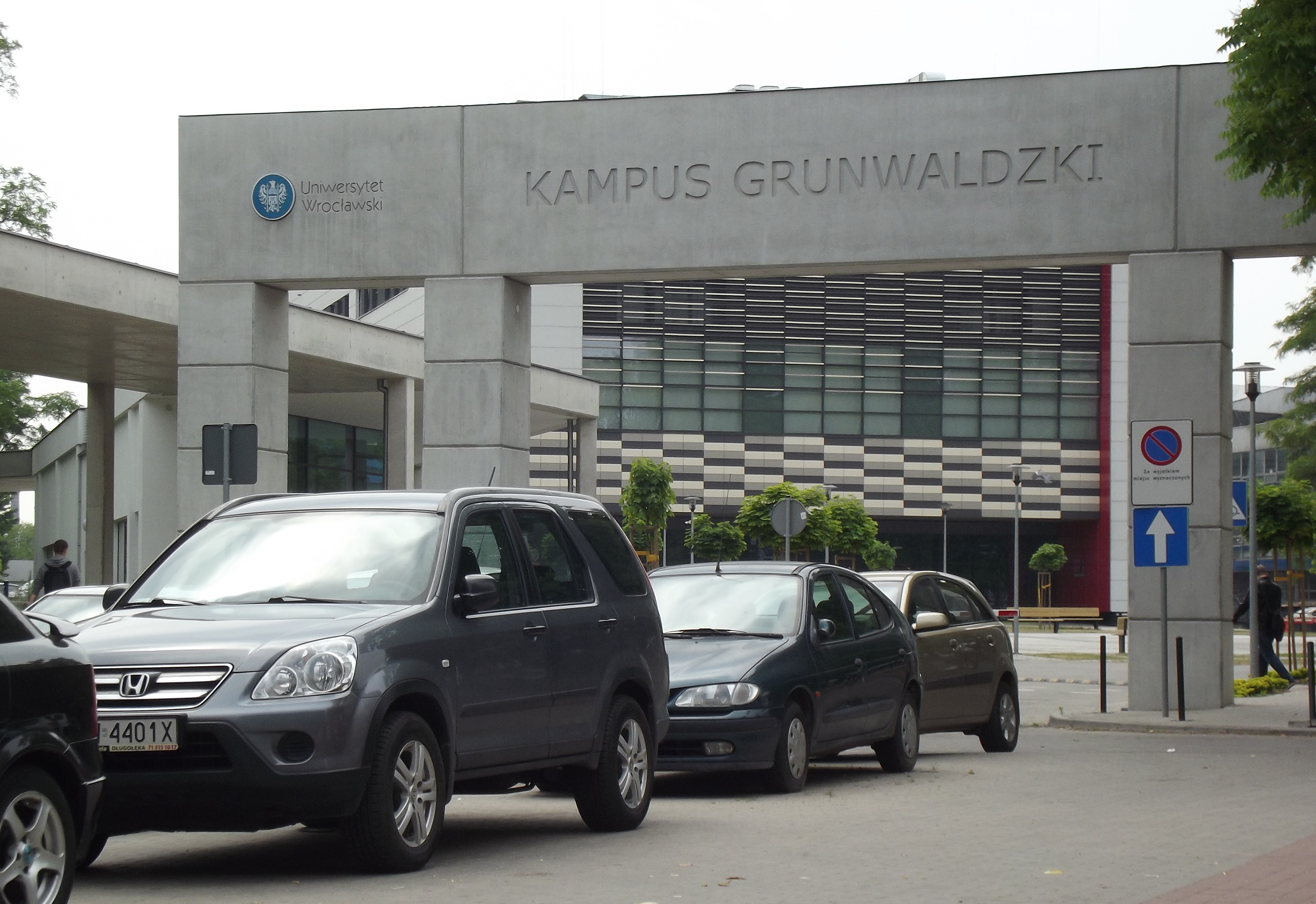
Kampus Grunwaldzki UWr

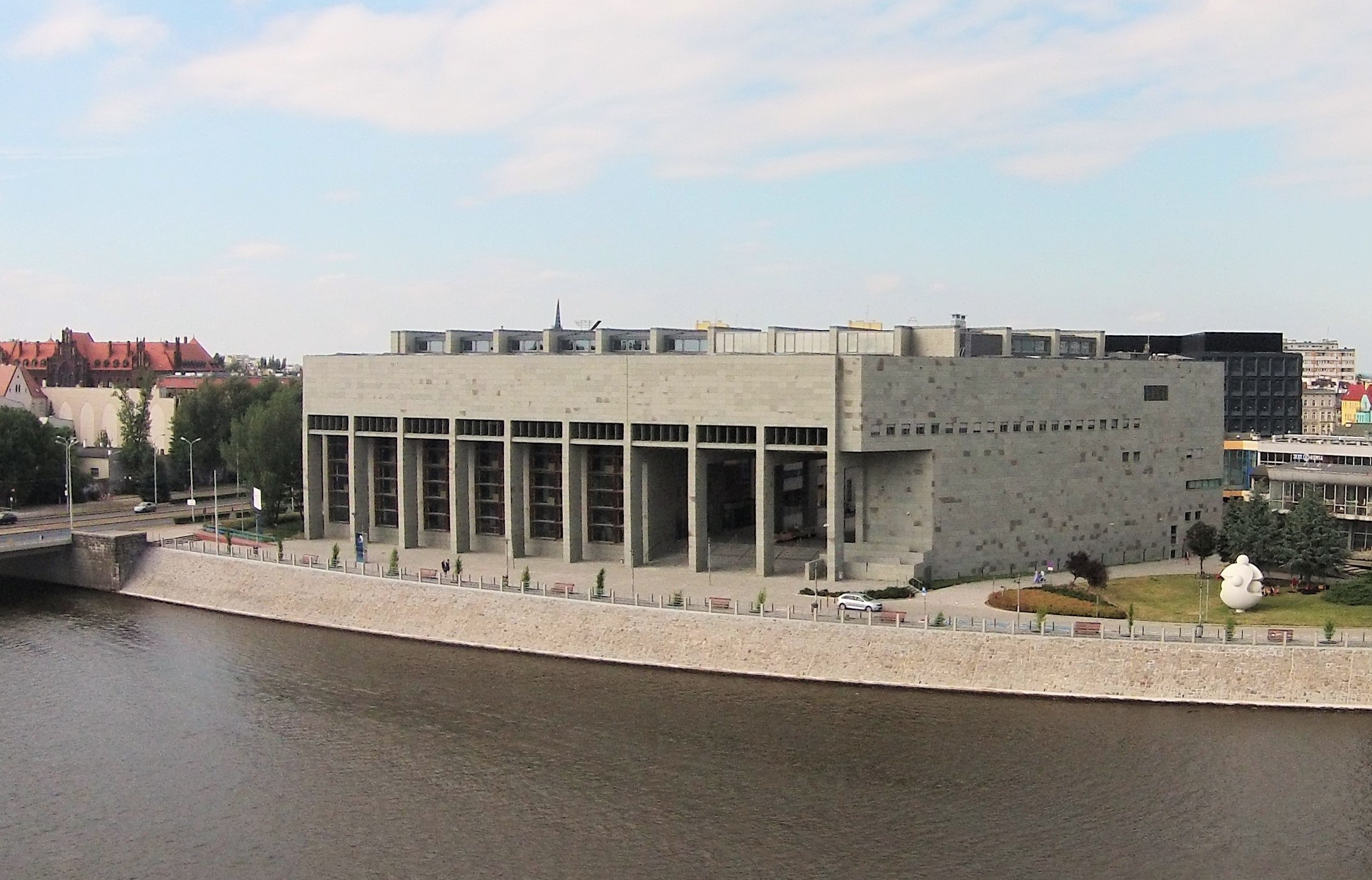
Nowa biblioteka Uniwersytetu Wrocławskiego

Budowę nowej biblioteki Uniwersytetu Wrocławskiego (ul. Joliot-Curie 12) rozpoczęto w 2003 roku. Głównym wykonawcą została firma Mitex. W 2006 roku budowa została wstrzymana z powodu afery związanej z ustawieniem przetargu. W 2009 roku podpisano umowę na dokończenie budowy z firmą Skanska. Całkowity koszt budowy szacowany był na ok. 300 mln złotych. Uroczystego otwarcia gmachu dokonano w 2012 roku, mimo to wciąż trwają w nim prace adaptacyjne. Nowy gmach powstał na działce o powierzchni 45 tys. metrów kwadratowych. Budynek ma dwie kondygnacje podziemne i pięć nadziemnych. W obiekcie jest jedenaście wind towarowo-osobowych. Księgozbiór uczelni, przeniesiony ze starej biblioteki, rozmieszczony zostanie na półkach o łącznej długości ok. 108 km.
Przy ul. Szczytnickiej 11 w latach 1974–2002 znajdowało się XIV Liceum Ogólnokształcące im. Polonii Belgijskiej, które następnie zostało przeniesione na ulicę Brücknera. W budynku znajdują się m.in.: Biuro Karier, Dział Przygotowania Inwestycji i Remontów, biura SPNJO, sala gimnastyczna.
Wydział Chemii to zespół 3 budynków zlokalizowanych przy ul. Joliot-Curie 13-14. Cały kompleks został oddany do użytku 8 grudnia 1980 roku.
Kompleks Edukacyjno-Badawczy Wydziału Biotechnologii (ul. Joliot-Curie 14a) jest sukcesywnie budowany od 2010 roku przez firmę Warbud.
Budynek przy ul. Joliot-Curie 15 powstał w latach 2004–2006 jako siedziba Instytutu Informatyki według projektu Juliusza Modlingera i Marka Wołyńca. Wykonawcą inwestycji były firmy: MITEX S.A. Warszawa – Rejon Wrocław oraz WARBUD S.A. Warszawa – Region Zachód. Obecnie w budynku tym swoją siedzibę ma także Instytut Dziennikarstwa i Komunikacji Społecznej. 

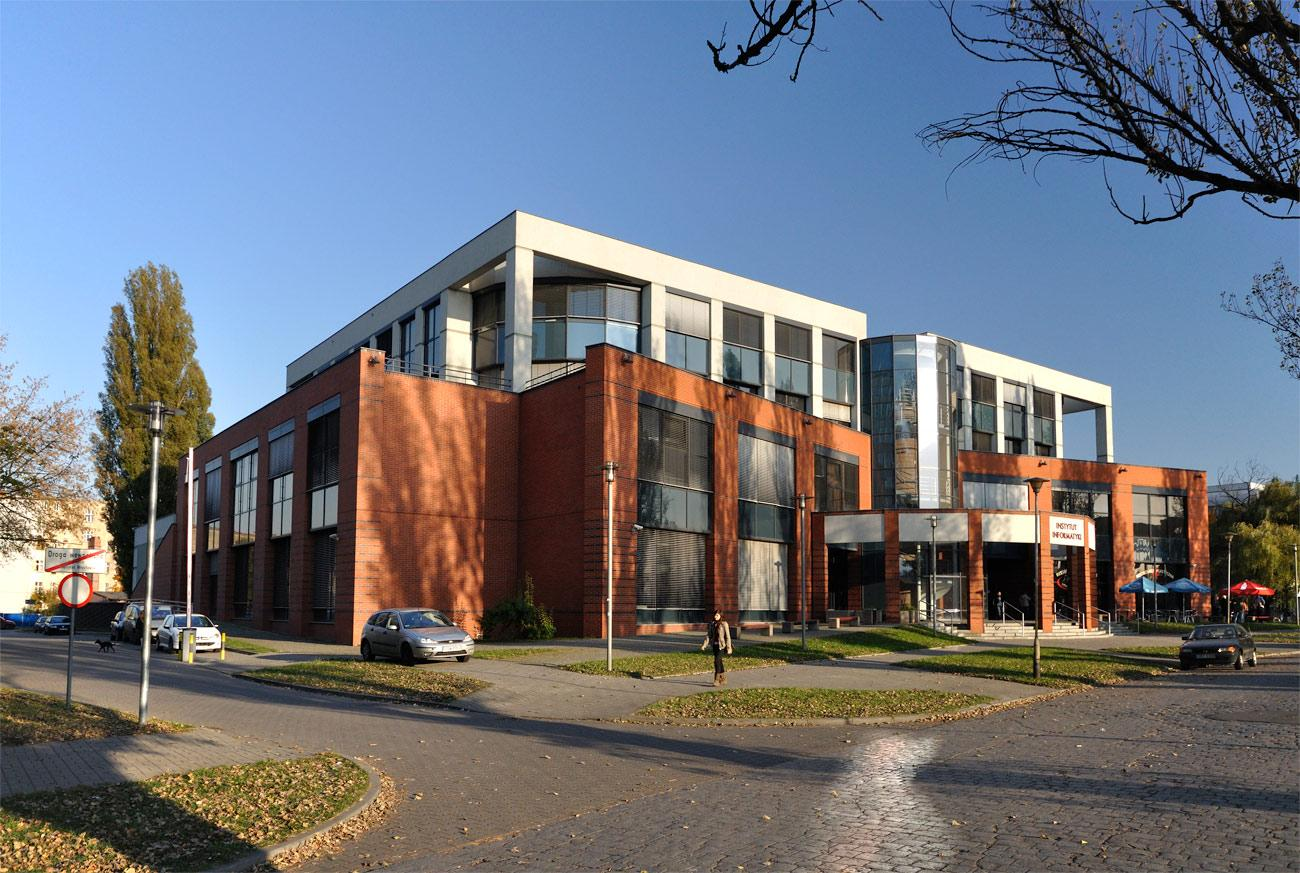
Instytut Informatyki UWr

Budynek przy pl. Grunwaldzki 2-4 powstał w latach 1967–1972 według projektu Barskich. Swoją siedzibę ma w nim Instytut Matematyczny.

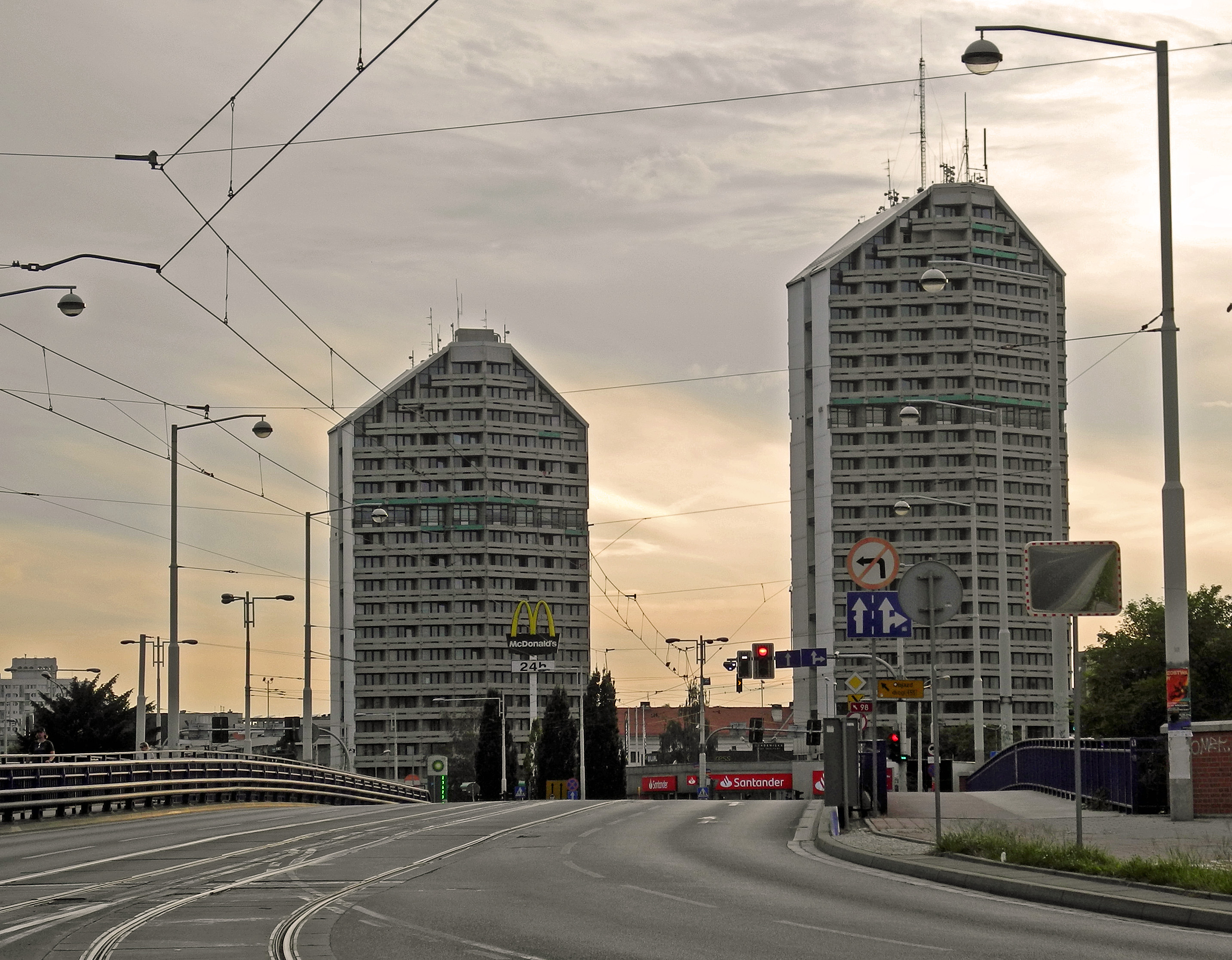
Ołówek i Kredka

#### Domy studenckie
- Dom Akademicki „Ołówek” (pl. Grunwaldzki 30).
- Dom Akademicki „Kredka” (ul. Grunwaldzka 69).
- Dwudziestolatka (ul. Piastowska 1), został zbudowany w latach 60. XX wieku. Był domem koedukacyjnym na łączną liczbę 1043 miejsc, na które składały się: 203 pokoje 3-osobowe, 203 pokoje 2-osobowe i 28 pokojów 1-osobowych. Pokoje znajdują się w zabudowie modułowej. W każdym module (2 pokoje) są łazienka i wc. Na każdym piętrze są ogólnie dostępne kuchnie. Znajdują się tu: kiosk z prasą i artykułami drogeryjno-chemicznymi, poczta, sala telewizyjna, pokój do nauki, sklep spożywczy, księgarnia i punkt ksero. Na parterze poprzez osobne wejście znajdują się: apteka i biuro handlowo-usługowe[81]. Liczba miejsc: 928.
- Parawanowiec (pl. Grunwaldzki 28), został zbudowany w 2. połowie lat 60. XX wieku[82]. Liczba miejsc: 206.
- Słowianka (pl. Grunwaldzki 26), został zbudowany w 2. połowie lat 60. XX wieku[83]. Liczba miejsc: 355.

### Obiekty w pozostałych częściach miasta
Instytut Astronomiczny
ul. M. Kopernika 11
Obiekt powstał w 1929 roku jako nowe obserwatorium astronomiczne we Wrocławiu na terenie Parku Szczytnickiego. Autorem kopuły był Gottfried Müller. W 1937 roku dobudowano salę wykładową. Obecnie w budynku tym mieści się Instytut Astronomiczny.
Budynek Zakładu Klimatologii i Ochrony Atmosfery
ul. A. Kosiby 8
Budynek powstał jako obiekt mieszkalny w 1927 roku. W latach 1945–1946 został zaadaptowany na obserwatorium meteorologiczne i Katedrę Meteorologii i Klimatologii Instytutu Geograficznego, obecnie jednostka ta nosi nazwę Zakład Klimatologii i Ochrony Atmosfery Instytutu Geografii i Rozwoju Regionalnego.